# Trait belge
Vous lisez un « article de qualité » labellisé en 2024.
Pour les articles homonymes, voir Brabançon.
Le Trait belge (néerlandais : Belgisch Trekpaard), également nommé Brabant ou Brabançon, est une race de chevaux de trait originaire de Belgique, née de la fusion des populations locales de chevaux de traction présentes sur le territoire belge en 1886, dont le Flamand, le Brabançon (le plus lourd), le cheval du Condroz (modèle moyen), et l'Ardennais belge (le plus léger). Elle connaît un grand succès jusqu'au milieu du XXe siècle, avec notamment un prix international décroché par l'étalon Brillant en 1878, puis par les étalons Brin d'Or et Spirou en 1900. L'étalon Albion d'Hor né en 1916 exerce une forte influence sur la race actuelle. Comme pour tous les chevaux de trait, la motorisation de l'agriculture provoque un net recul de son élevage durant la seconde moitié du XXe siècle.
Le Trait belge est un cheval puissant et de grand modèle aux allures lentes mais efficaces, docile et flegmatique, dont la couleur de robe est généralement rouanne. Il est affecté par plusieurs maladies spécifiques avec une composante génétique ; la fréquence du lymphœdème chronique progressif est particulièrement élevée chez cette race, et impose des soins spécifiques pour garantir la qualité de vie de l'animal.
Le Trait belge actuel est surtout élevé pour sa viande. Il peut aussi être attelé et mis au travail de traction lourde, tel que le débardage, ou utilisé en loisir. Cette race s'est exportée vers de nombreux pays, dont les États-Unis, où le Trait belge américain évolue depuis indépendamment.

## Dénomination
Cette race de chevaux est aussi appelée « Belge »,, et « Trait lourd belge ». Son nom néerlandais est Belgisch Trekpaard. Ses noms en anglais sont Belgian Draught, Belgian Draft ou Belgian Heavy Draft. Ce dernier nom est le plus souvent utilisé pour désigner des chevaux issus de la souche brabançonne, soit originaires de la région du Brabant. Dans la monographie de Hynderick de Theulegoet (1911) comme de nos jours, les noms « Brabançon » et « Trait belge » sont considérés comme des synonymes, bien que la mention d'une race « Brabançon » soit de beaucoup antérieure à la création du Trait belge.

## Histoire
L'histoire du Trait belge est souvent romancée et difficile à vérifier. Néanmoins, son origine est sans doute très ancienne. Il est présumé descendre d'une vieille souche commune avec l'Ardennais, constituée de chevaux lourds d'Europe occidentale. Son histoire se confond donc avec celle de l'Ardennais.
Amélie Tsaag Valren décrit cette souche sous le nom de « rameau ardenno-flamand », dont proviennent également le Trait néerlandais et l'Ardennais, sur un vaste territoire correspondant à l'ancienne Gaule belgique. Ce cheval est réputé pour avoir été utilisé sous Jules César. Des chroniques médiévales signalent l'existence de chevaux de fort gabarit dans le Brabant et les Flandres, ; il s'agit des plus anciens indices d'existence d'ancêtres de ce cheval. Divers ouvrages, dont le Guide Delachaux, allèguent que le trait belge descend de destriers médiévaux. L'historien du monde rural Marcel Mavré accorde peu de crédit à cette hypothèse, qui repose sur l'idée erronée d'une stature comparable entre les chevaux de trait agricoles et les chevaux de guerre médiévaux, soulignant d'importantes différences morphologiques.
La souche brabançonne est élevée dans le Brabant, quasiment sans croisements avant le XVIe siècle. Entre le XVIIe siècle et le XIXe siècle, ces chevaux sont croisés avec d'autres races. Selon Hynderick de Theulegoet, le Brabançon se mélange peu à peu au Trait flamand.

### XIXesiècle

#### Politique d'élevage et populations chevalines en Belgique
Jusqu'au XIXe siècle, les différentes régions qui formeront la future Belgique possèdent des populations chevalines distinctes, bien que les critères de distinction entre elles fassent débat,. Certains citent le Flamand, l'Ardennais belge (dit « Petit belge »), et le cheval du Brabant ou Brabançon (également nommé « Grand belge »),. D'autres y ajoutent le cheval du Condroz,, le cheval du Hageland, le Hennuyer (cheval du Hainaut) et le Hesbignon. Parmi les populations locales de chevaux de trait, on compte aussi le Gros de la Dendre (connu pour sa qualité de jambes, de robe baie), le Gris de Nivelles (connu pour ses lignes racées) et le Colosse de Mehaigne (connu pour son énergie et pour la qualité de son dos et de ses reins),,,. Marcel Mavré souligne que de nombreux éleveurs et promoteurs de races de chevaux de trait leur revendiquent des origines orientales au cours du XIXe siècle, et que de telles origines sont alléguées pour le Gros de la Dendre via des étalons arabes acquis sous Joseph II, qui seraient les ancêtres des chefs de lignée Brillant et Jupiter. Pour lui, ces revendications d'origines orientales relèvent de la légende. En 1841, le gouvernement belge donne des consignes aux éleveurs afin de favoriser le cheval demi-sang. Les mauvais résultats des haras gouvernementaux belges et leur critique par les éleveurs mènent à une suppression de ce système. La guerre de Crimée entraîne une forte demande en chevaux de trait.

#### Naissance du Trait belge
Trois lignées de chevaux de trait émergent durant la seconde moitié du XIXe siècle : Orange Ier (Gros de la Dendre), Bayard (Gris du Hainaut) et Jean Ier (Colosse de Mehaigne),, tous trois à l'origine d'exportations de chevaux belges de traction dans toute l'Europe, jusque dans la Moravie et la Bohême.

Étalons fondateurs du Trait belge
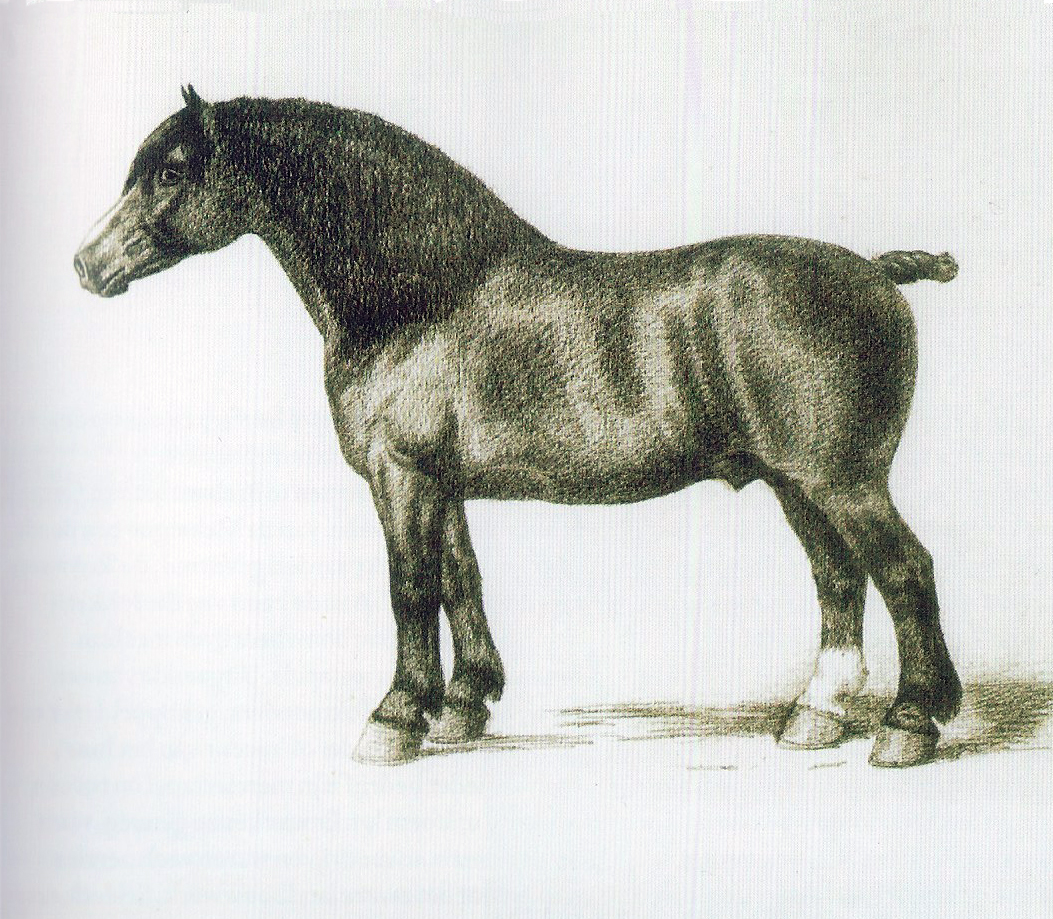
Orange I, Gros de la Dendre né en 1863.
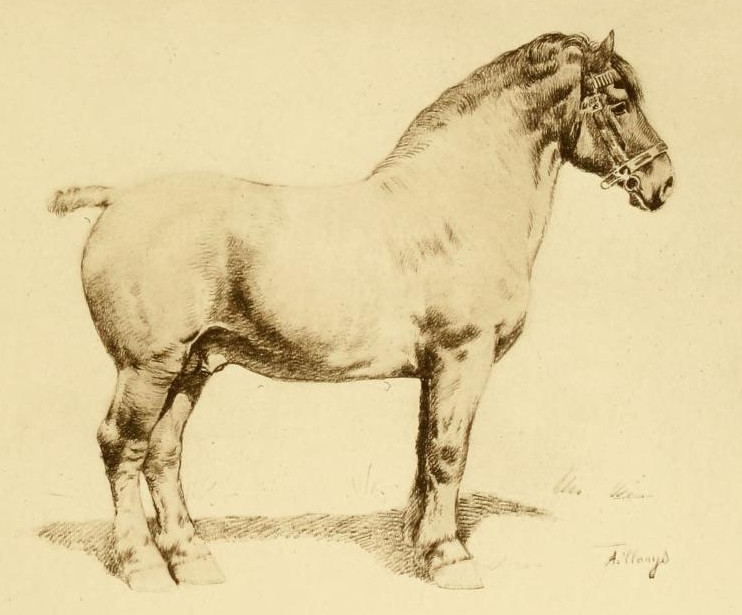
Bayard, Gris du Hainaut né en 1864.

Comme le Trait du Nord, le Trait belge est élevé dans le Hainaut, où la terre très lourde entraîne un élevage sélectif qui favorise des chevaux de grande taille à la masse élevée, afin de pouvoir déplacer les outils agricoles sur ce type de terres. En 1878, l'étalon belge Brillant (fils d'Orange Ier), propriété de Remy Vanderschueren, obtient le premier prix à l'exposition mondiale de Paris,. Au cours des années suivantes, plusieurs éleveurs belges souhaitent la création d'un organisme officiel permettant de coordonner leurs efforts de sélection.
Visualiser la lignée d'Orange I sous forme de graphe
La race du Trait belge naît de la fusion de ces différentes populations de chevaux de trait en 1886, année de création de son registre généalogique (stud-book), dont l'idée avait été lancée lors d'une réunion l'année précédente,. Dès lors, la race se stabilise et s'homogénéise. Les éleveurs pratiquent des croisements consanguins pour la fixer,. La société de race se donne en effet pour objectif d'effacer les différences entre les types de chevaux des provinces belges ; cependant, les éleveurs de certaines provinces s'y opposent. En particulier, un conflit historique s'installe avec les éleveurs de l'Ardennais, qui souhaitent accéder à un stud-book autonome dans un contexte où les éleveurs Français revendiquent aussi l'élevage de la race ardennaise.
Le premier concours de race « Trait belge » conserve ainsi trois sections : une pour le Flamand, une pour l'Ardennais et une pour le Brabançon. Le registre américain de la race est créé l'année suivante, en 1887, dans la ville de Wabash en Indiana.

#### Expansion internationale
D'après le journaliste-écrivain Pierre Wolfs, c'est aussi à partir des années 1880 que le Trait belge devient de plus en plus exporté à travers l'Europe et les États-Unis, grâce à des moyens de transport modernes (chemin de fer, bateau à vapeur). D'après Mavré, cette époque voit le début d'un âge d'or pour les éleveurs, les États-Unis ayant peu de chevaux de traction pour travailler les terres agricoles. Cependant, les Américains n'achètent cher que les chevaux dont les origines généalogiques sont connues. Le cheval Flamand disparait face à l'avancée du Trait belge, qui le remplace même dans son berceau d'origine, la Zélande et le Veurne-Ambacht. Le succès de ce cheval a un motif économique : le Trait belge est si bien spécialisé dans la traction qu'avec l'amélioration parallèle des voies de communication en Belgique, un seul cheval permet de déplacer sur ces routes une charge qui aurait demandé un attelage de deux chevaux auparavant.

### De 1900 à 1945

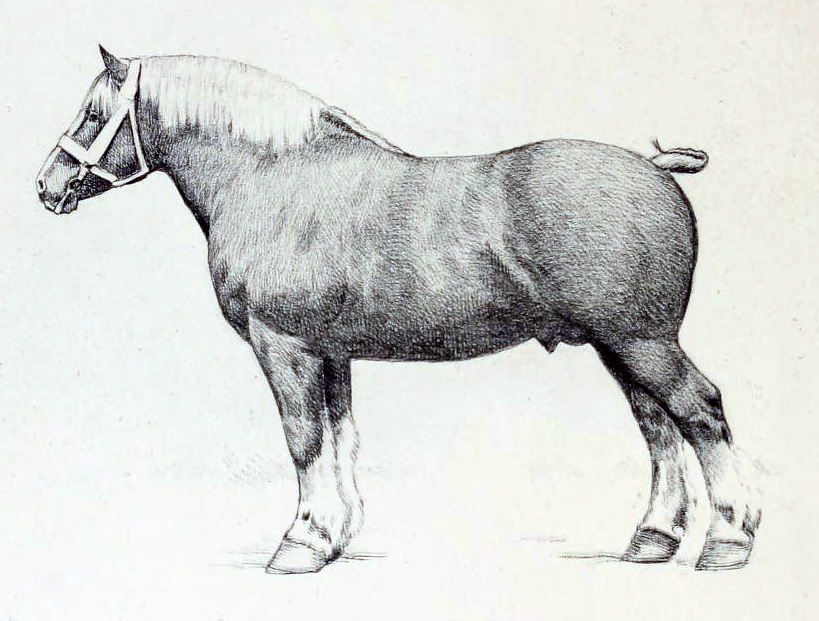
Dessin de l'étalon Trait belge Indigène du Fosteau né en 1902, en 1911.

Les efforts de sélection soutenus par le gouvernement belge aboutissent à une fixation des caractéristiques du Trait belge au début du XXe siècle. Il représente alors l'une des quatre races de chevaux de trait majeures à l'échelle mondiale, avec le Percheron, le Shire et le Clydesdale. D'après l'ethnologue Bernadette Lizet, l'année 1900 représente un tournant dans l'histoire du Trait belge, avec le sacre international de l'étalon Brin d'Or à Paris, tandis que l'Ardennais Spirou est sacré champion international des chevaux de trait léger. D'après Mavré, le poids moyen chez la race cette même année est de 800 kg. En 1905, Leyder atteste de la très grande prospérité de cet élevage. En 1911, Hynderick de Theulegoet cite une taille de 1,58  à   1,72 m pour un poids de 1 000  à   1 100 kg. La société royale du cheval de trait belge compte alors environ 1 500 adhérents.
Durant l'entre-deux-guerres, le Trait belge est la principale exportation de la Belgique, représentant à lui seul autant de recettes que la sidérurgie et les charbonnages réunis entre 1919 et 1939. Il est particulièrement demandé par les agriculteurs nord-américains. Les exportations portent sur environ 35 000 chevaux par an. Albion d'Hor, descendant d'Orange I, est l'un des étalons les plus influents à cette époque.
Des affiches publicitaires le décrivent comme le cheval le plus puissant du monde. En 1935, l'Ardennais belge est séparé du trait belge avec la création de sa propre société de race,.

### De 1945 à nos jours

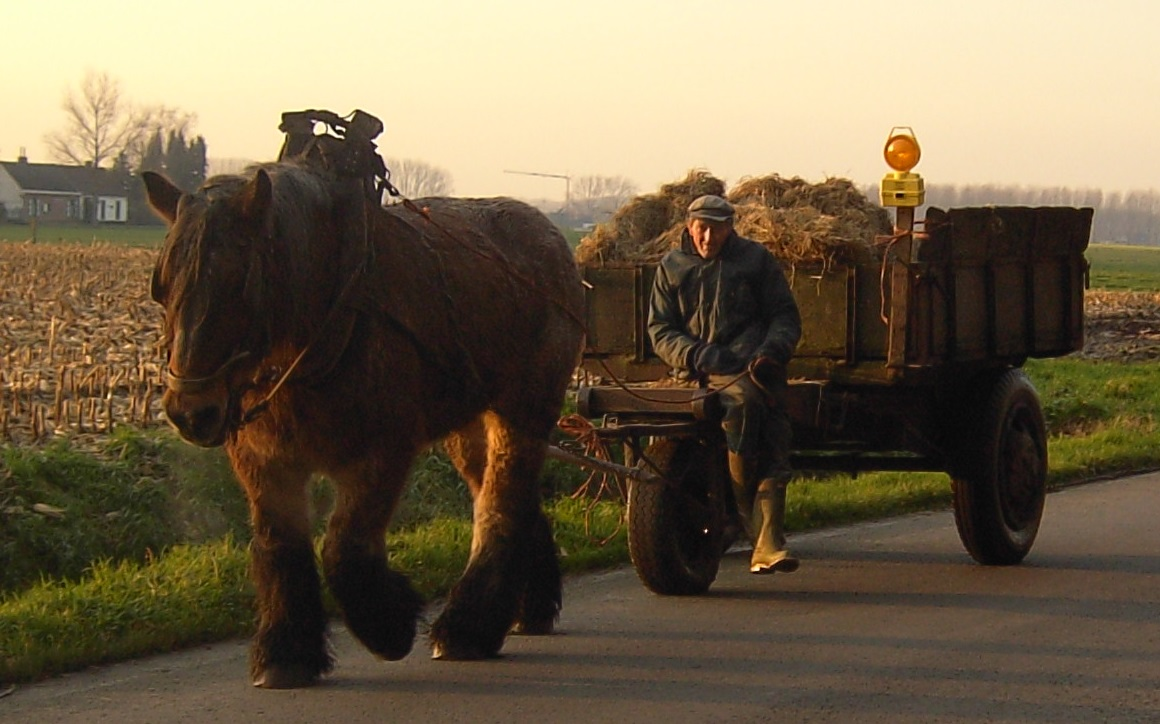
Trait belge au travail de traction agricole à Merelbeke.

Comme toutes les races de chevaux de trait, le Trait belge décline avec la motorisation des activités agricoles en Europe et aux États-Unis. En 1960, seuls ses propres éleveurs continuent encore de l'atteler pour le travail agricole. Comme d'autres races de trait, il est reconverti en cheval lourd vers la production de viande ; entre le milieu du siècle et 1980, le poids moyen de la race passe d'une moyenne de 800  à   1 000 kg à une moyenne de 900  à   1 100 kg. Jos Decoopman regrette cette orientation, comparant ce Trait belge alourdi et manquant d'énergie à la race bovine Blanc bleu belge.
En 1999, la race compte 1 275 juments enregistrées, pour 75 étalons reproducteurs. En 2014, le programme de conservation de la semence de reproducteurs Trait belge par cryogénie compte 1 618 échantillons.

### Débats sur la caudectomie

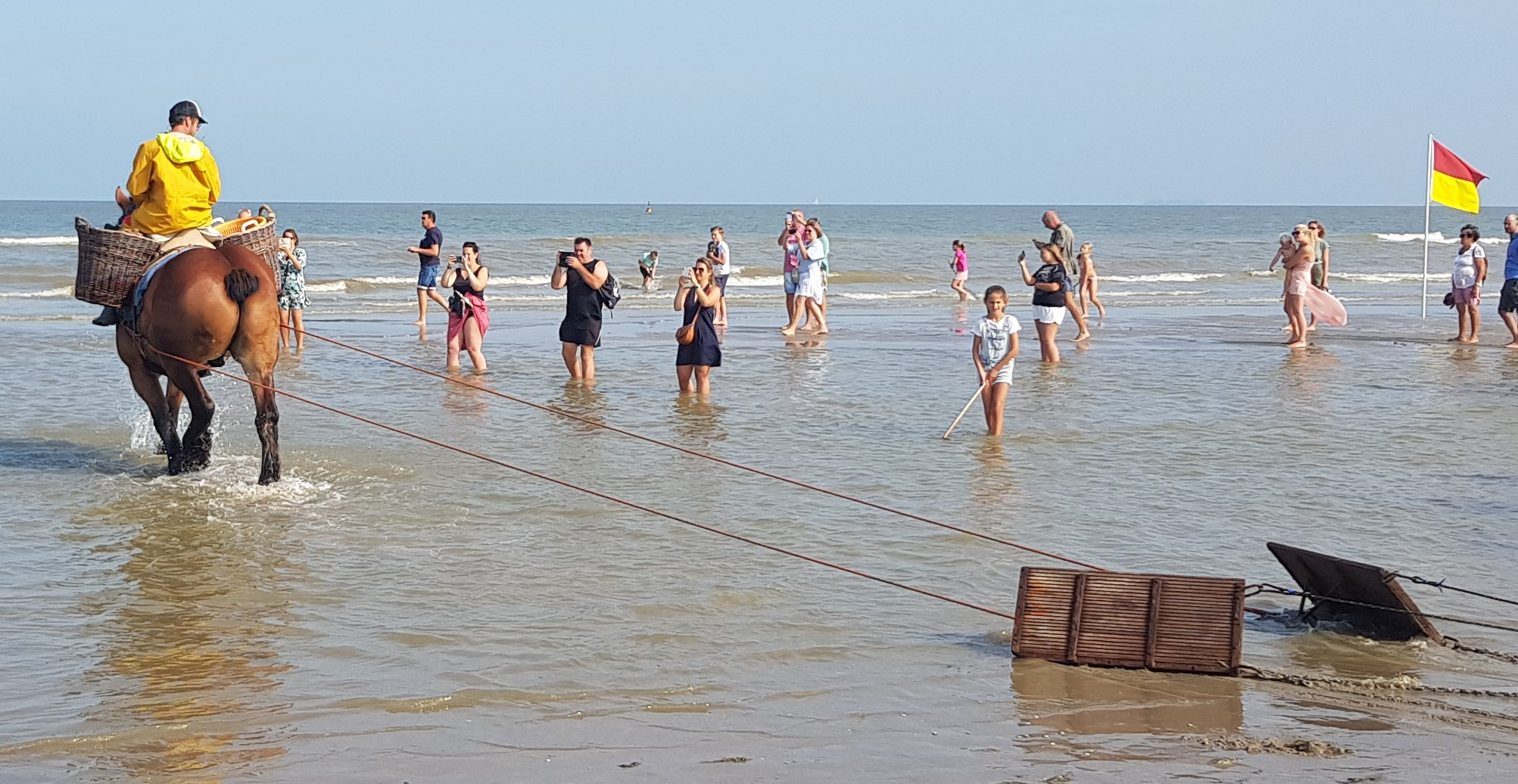
Trait belge à la queue coupée au travail de traction.

Il était d'usage de couper la queue des chevaux de race Trait belge très court en sectionnant des vertèbres (caudectomie), pour mieux mettre en valeur la puissance de l'arrière-main,. En 2001, une loi belge interdit la caudectomie chez tous les vertébrés, ce qui inclut les chevaux, en application de la loi européenne. Cela fait alors débat, car bien que la majorité des chevaux de cette race ne soient plus utilisés pour les travaux agricoles, l'écourtage de leur queue est pratiqué traditionnellement par leurs éleveurs. Des éleveurs manifestent leur opposition à cette loi, en utilisant divers arguments. L'un d'eux serait que la queue longue fait courir un « danger mortel » aux meneurs de chevaux attelés s'ils passent leur queue au-dessus des rênes, et qu'il n'est pas possible de bander la queue d'un cheval au travail pendant une journée entière. Un autre argument utilisé par les éleveurs de Trait belge opposés à cette loi serait que la queue longue de la jument puisse provoquer des blessures graves au pénis de l'étalon pendant la saillie : aucun travail scientifique ne soutient cette affirmation. Enfin, les derniers arguments sont d'ordre esthétique, l'écourtage de la queue des chevaux élevés pour leur viande mettant en valeur la quantité de viande récupérable sur l'arrière-main.
À l'examen de ces arguments, l'équipe scientifique de D. Lefebvre et al. conclut que la loi abolissant la caudectomie chez le Trait belge est juste et doit être maintenue. Les douleurs ressenties par le cheval pendant et après l'opération sont avérées. De plus, la gêne du cheval devenu incapable de se débarrasser des insectes avec sa queue est elle aussi scientifiquement avérée. Enfin, la queue est un organe impliqué dans la communication corporelle des chevaux entre eux. Cette équipe en conclut que l'écourtage de la queue est bénéfique seulement aux humains, et totalement nuisible du point de vue du cheval.

## Description

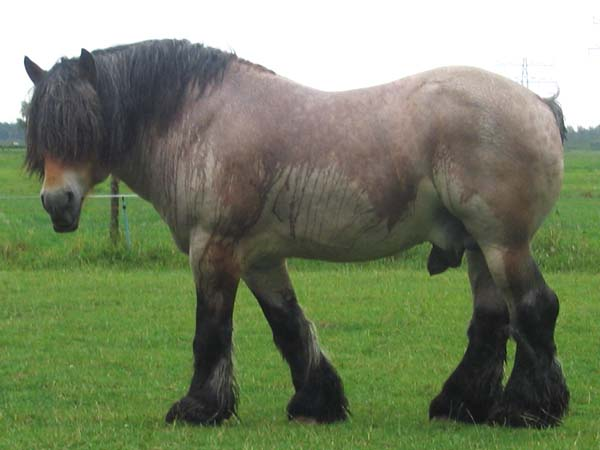
Trait belge rouan, au modèle.

C'est un cheval de traction lourde. Il possède un modèle puissant et compact,. L'auteur italien Maurizio Bongianni distingue trois types : l'Ardennais belge ou Petit belge, le Condroz ou Belge moyen, et le Brabant ou Grand belge. Selon Bonnie Lou Hendricks (université de l'Oklahoma, 2007), il existe désormais peu de variations en termes de conformation et de couleur de robe au sein de cette race.

### Taille et masse

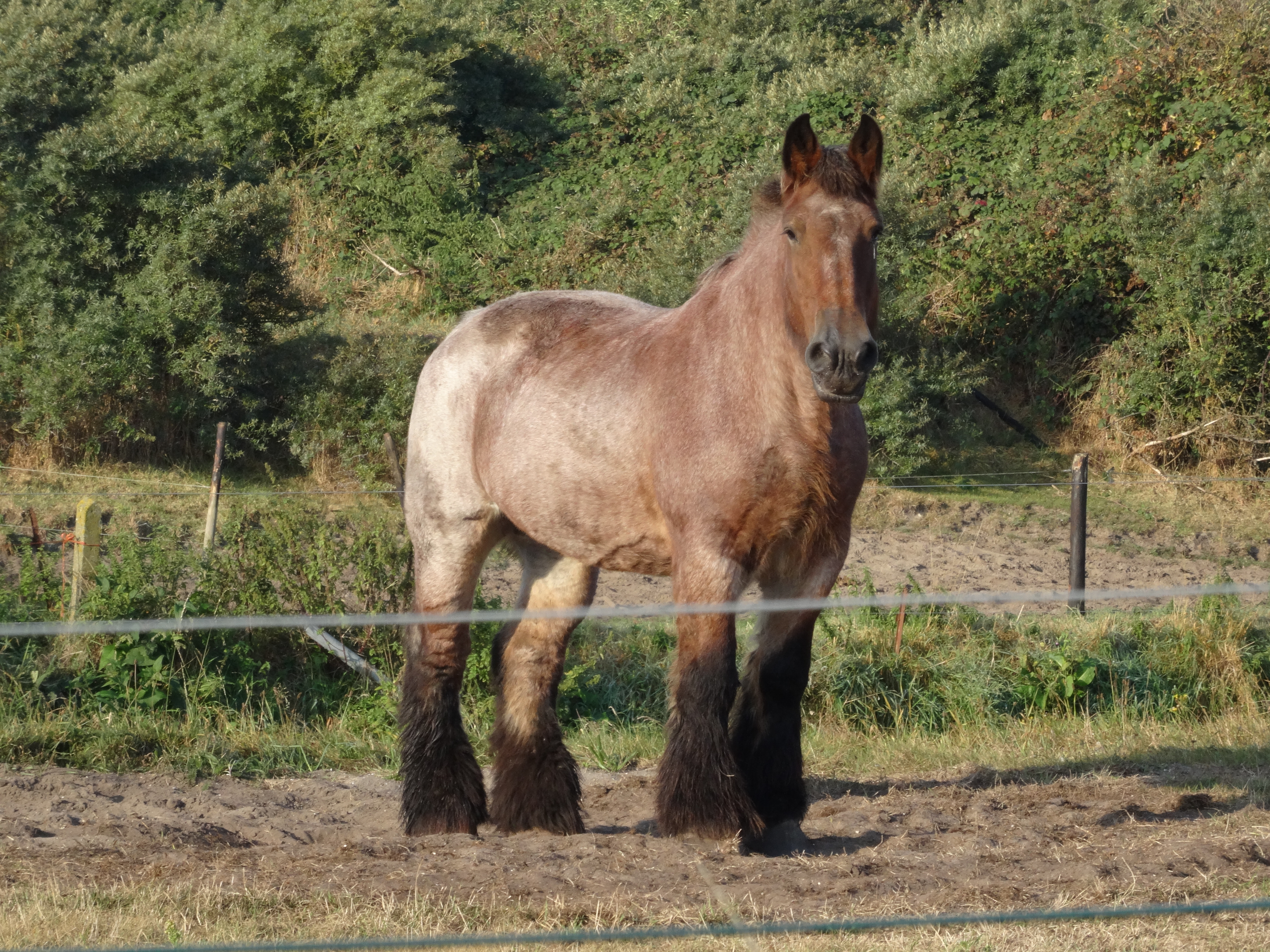
Gabarit du Trait belge

Bongianni cite une fourchette de taille de 1,50  à   1,60 m pour l'Ardennais belge, de 1,60  à   1,65 m pour le Condroz et de 1,60  à   1,70 m pour le Brabançon ou Grand belge. En 1984, la journaliste britannique Caroline Silver estime que la taille ne dépasse jamais 1,70 m.
En 1997, l'autrice tchèque Helena Kholová cite une fourchette de taille moyenne de 1,58  à   1,65 m, mais aussi de fréquentes occurrences de chevaux mesurant plus de 1,70 m. D'après la base de données DAD-IS de l'Organisation des Nations unies pour l'alimentation et l'agriculture (FAO), la taille moyenne des femelles en Belgique est de 1,64 m et celle des mâles de 1,68 m. L'auteur autrichien Martin Haller cite une fourchette de 1,62  à   1,72 m, très proche de celle du guide Delachaux (1,63  à   1,73 m) ; l'auteur anglais Elwyn Hartley Edwards cite 1,68  à   1,73 m.
La masse du poulain à la naissance est d'environ 60  à   65 kg. À l'âge adulte, la masse moyenne va de 700  à   900 kg. Le Brabançon est le plus lourd, avec une masse moyenne de 800  à   1 000 kg. Cette masse peut souvent atteindre voire dépasser la tonne,,.

### Morphologie
Le modèle est bréviligne, particulièrement massif, compact et musclé,. Le Trait belge ne se distingue pas par une apparence spectaculaire, mais il impressionne par son gabarit et sa musculature.

#### Tête
La tête est d'aspect quelconque et commun,. Sa forme est carrée,,. Elle est relativement légère et petite par comparaison à la masse du corps,,,, mais chargée de ganaches,. La souche brabançonne a la tête plus lourde. Le profil en est rectiligne ou légèrement camus (concave),. Selon Haller, il peut aussi être légèrement convexe.

Tête du Trait belge
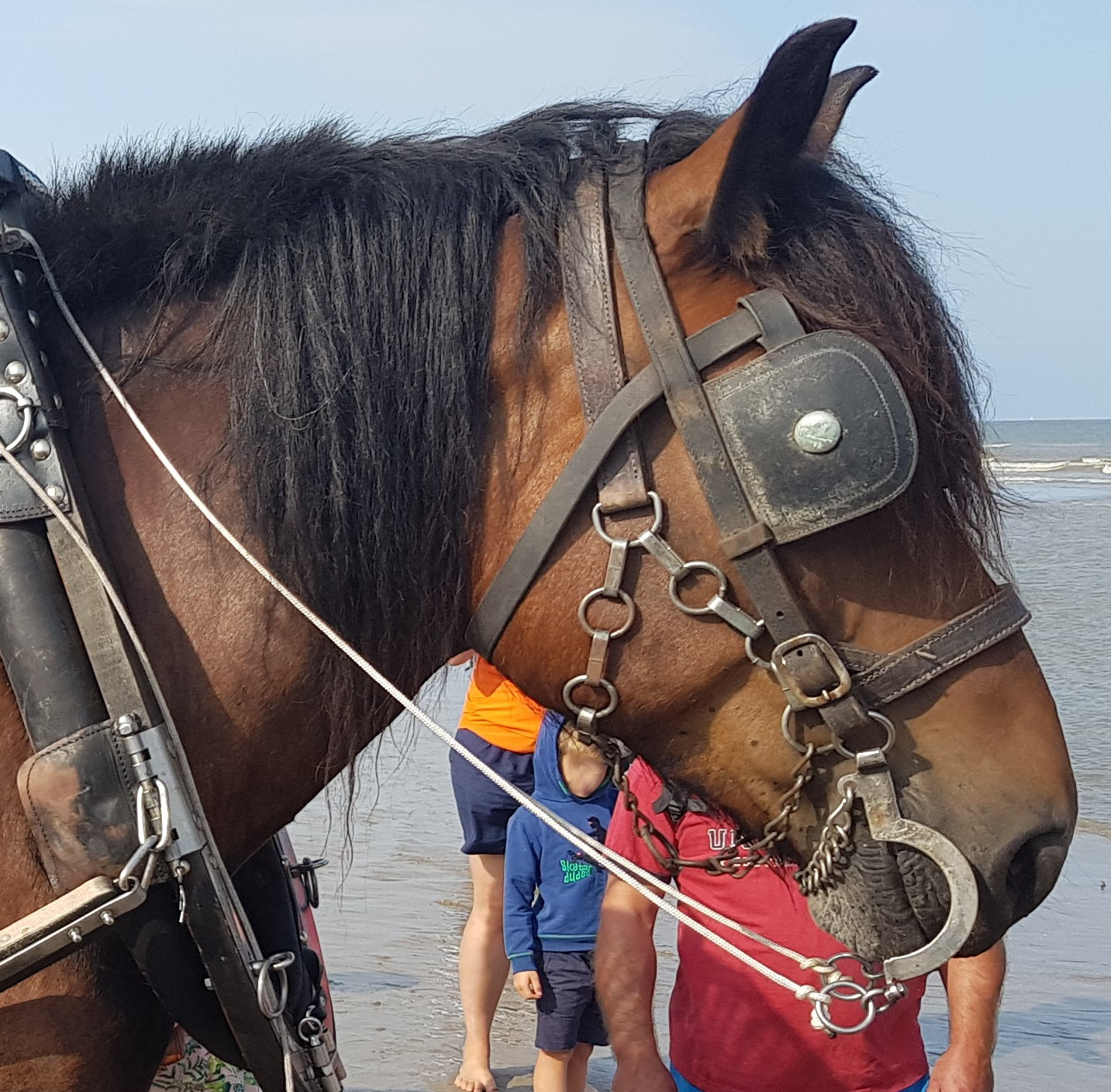
Vue de profil, sujet bai.
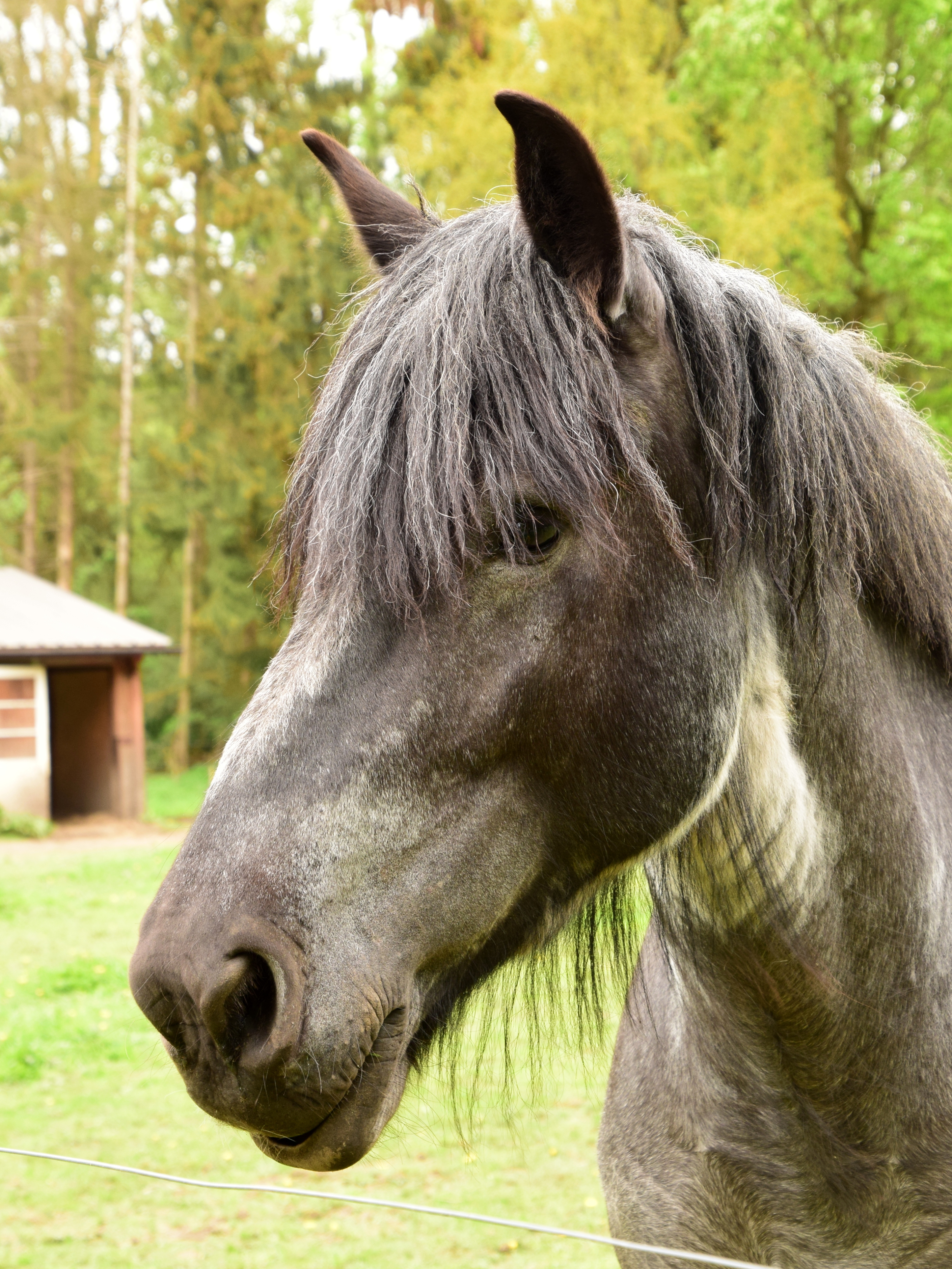
Vue de trois quarts.
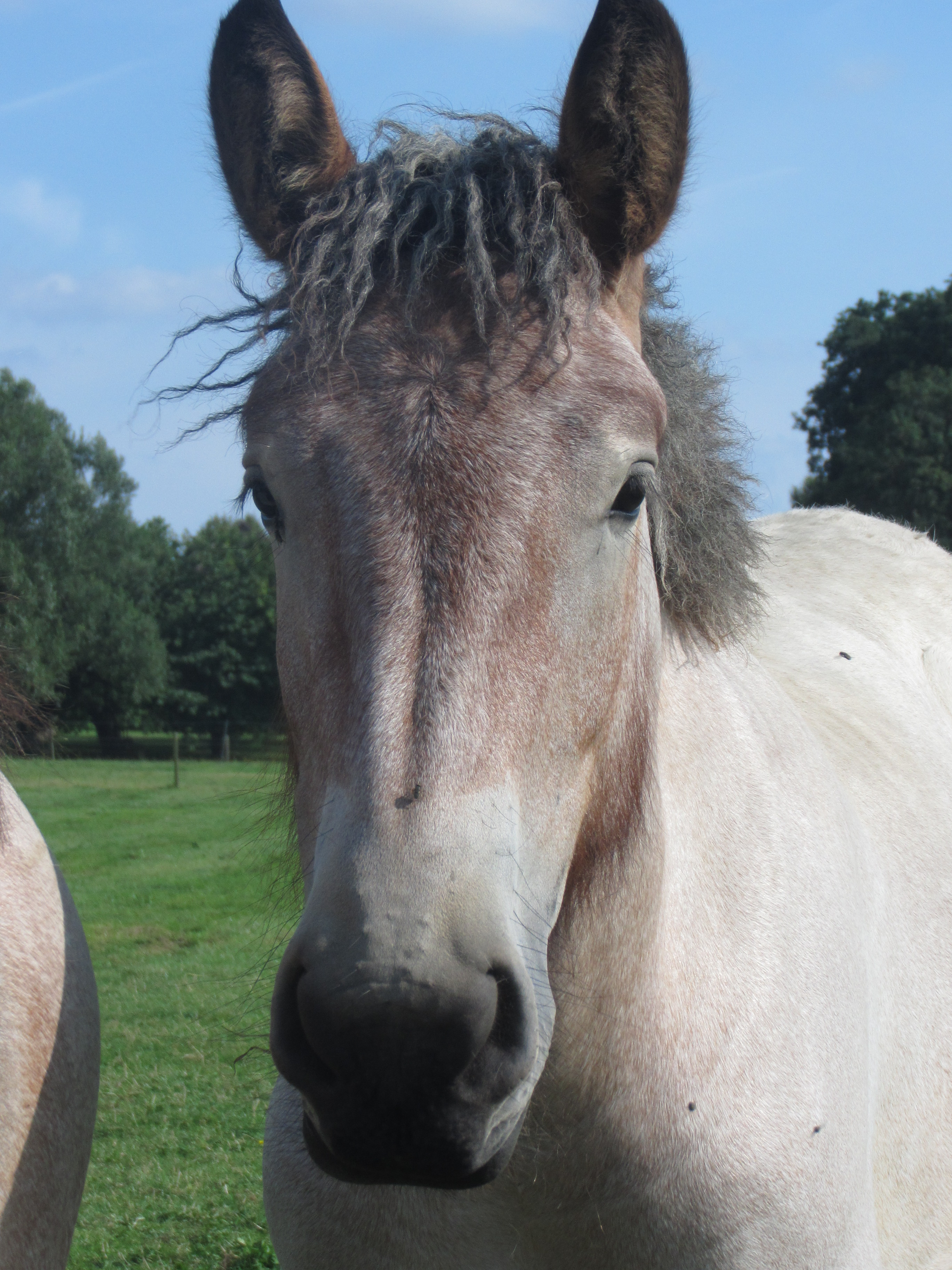
Vue de face, sujet rouan pangaré.
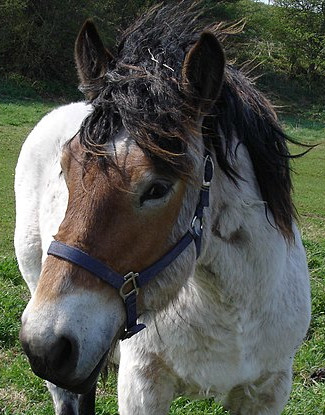
Vue de trois quarts, sujet rouan pangaré.

L'œil est petit,, mais vif. Les oreilles sont petites,,. Le toupet de la crinière est abondant. Comme pour tous les chevaux, il est possible de déterminer grossièrement l'âge d'un Trait belge en observant ses dents : d'après les résultats d'estimations de juments par trois experts, ces estimations d'âge dentaire sont plus précises pour les juments de moins de huit ans que pour celles d’un âge supérieur.

#### Corps
L'encolure est arquée et puissante,, plutôt courte,, large, particulièrement massive chez la souche brabançonne. Portée relativement haut, elle est très épaisse longitudinalement. Sa base est aussi très large.
Le garrot est large et peu sorti,, bien attaché à l'encolure. La poitrine est large et musclée. Le thorax est profond. Les épaules sont musclées, longues et inclinées, et massives. Elles ne sont cependant pas toujours obliques. Elles confèrent à ce cheval une énorme puissance de traction, mais peu de vitesse.

Corps du Trait belge
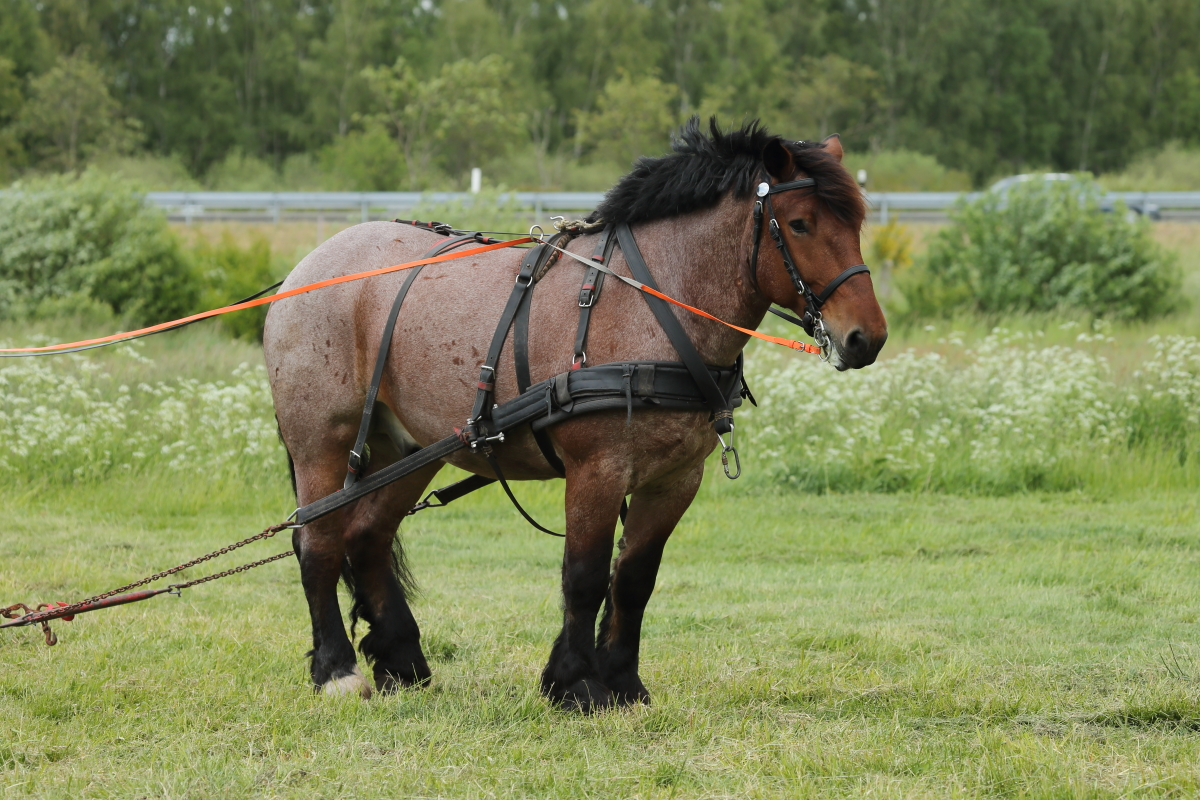
Trait belge rouan, profil droit.
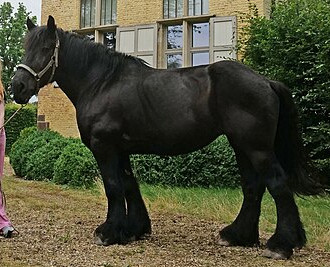
Trait belge noir, profil gauche.
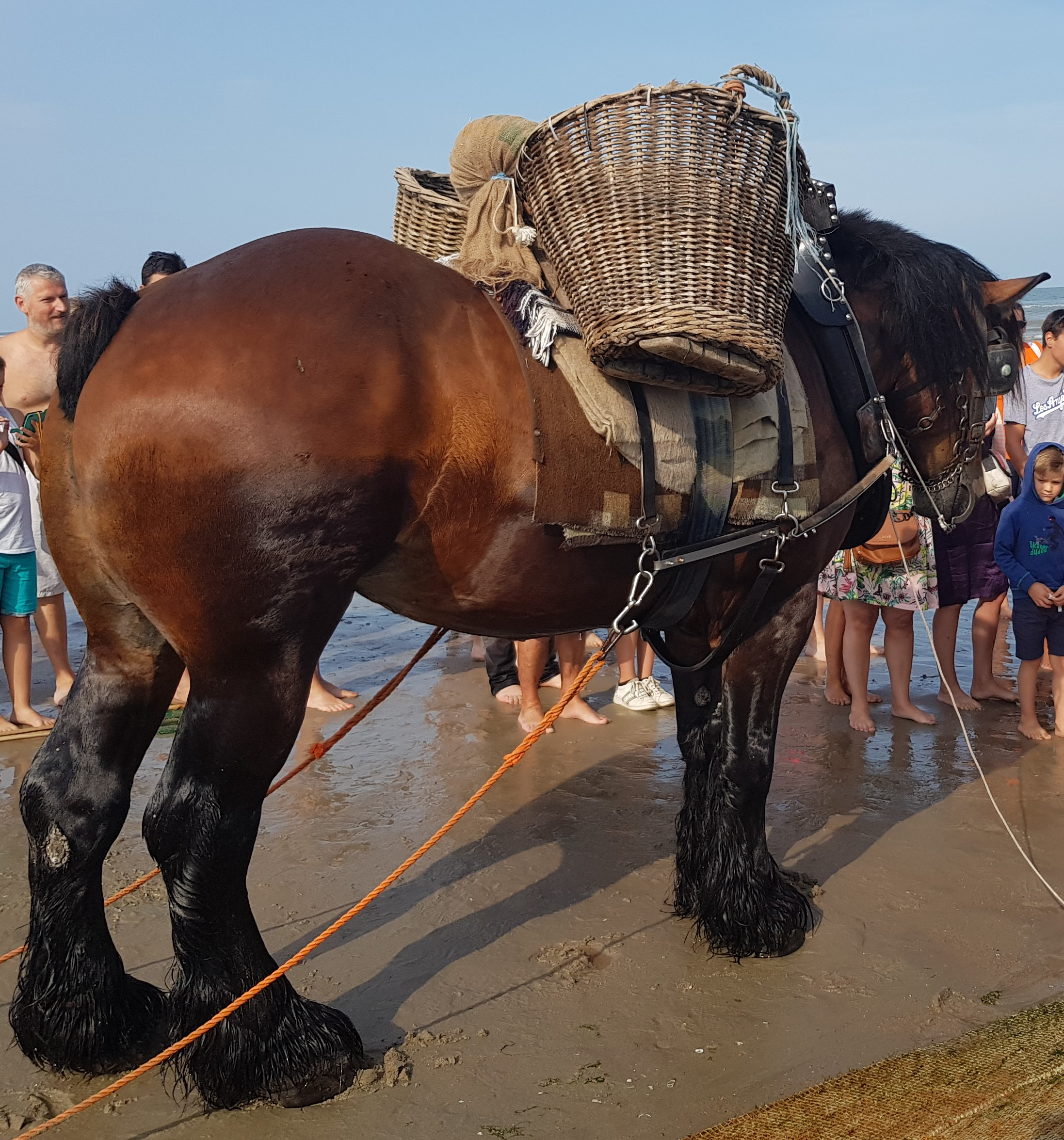
Trait belge bai, trois quarts arrière, queue écourtée.

Le corps est court et compact. Le dos est court,, large et musclé. Il peut être légèrement ensellé. Le passage de sangle est profond,. Les côtes sont arrondies,, mais d'après Hendricks, les flancs sont souvent légèrement creux. Le ventre est développé mais bien soutenu. Le rein est court et large. La croupe est arrondie, double, massive, large et inclinée,. La queue du Trait belge est attachée bas,.

#### Membres
Les membres sont assez courts,,,, résultats de la sélection menée jusqu'au début du XXe siècle pour éliminer de la reproduction les étalons hauts sur jambes. Les jambes sont épaisses, les articulations en sont larges et solides. Les canons sont très arrondis. Les paturons sont relativement droits et courts.
Des fanons couvrent le bas des membres ; ils sont beaucoup plus abondants chez la souche brabançonne que chez les autres souches constitutives du Trait belge, et présentent alors une couleur grisâtre ou filasse. La sole du pied est grande, le sabot est de grande taille et tend à une forme plate,,. Cependant, Edwards décrit un pied de taille moyenne. Le sabot peut manquer de solidité.

### Robe
En 1911, le Trait belge est le plus souvent bai ou alezan (généralement avec les crins lavés), et plus rarement gris, aubère ou noir. Les robes se modifient après la Première Guerre mondiale, quand Albion d'Hor (champion de 1923) introduit davantage de rouan parmi la race, au point de raréfier les autres robes.
Le rouan (gène Rouan sur base baie, ou « rouan vineux ») est désormais la robe la plus fréquente,, et la plus traditionnelle. L'orientation de l'élevage vise à maintenir la diversité parmi les robes autorisées : bai, noir, alezan, rouan (y compris alezan et noir rouan, dits respectivement aubère et gris fer), ainsi que le gris, devenu très rare. La population belge analysée sur DAD-IS compte 79 % de chevaux de robe rouan, 12 % de bai, 4 % de noir, 4 % de gris et 1 % d'alezan. La robe noire est rare. L'aubère et le gris se rencontrent chez le type le plus massif. Le gris fer (noir rouan) est également possible.

Robes du Trait belge
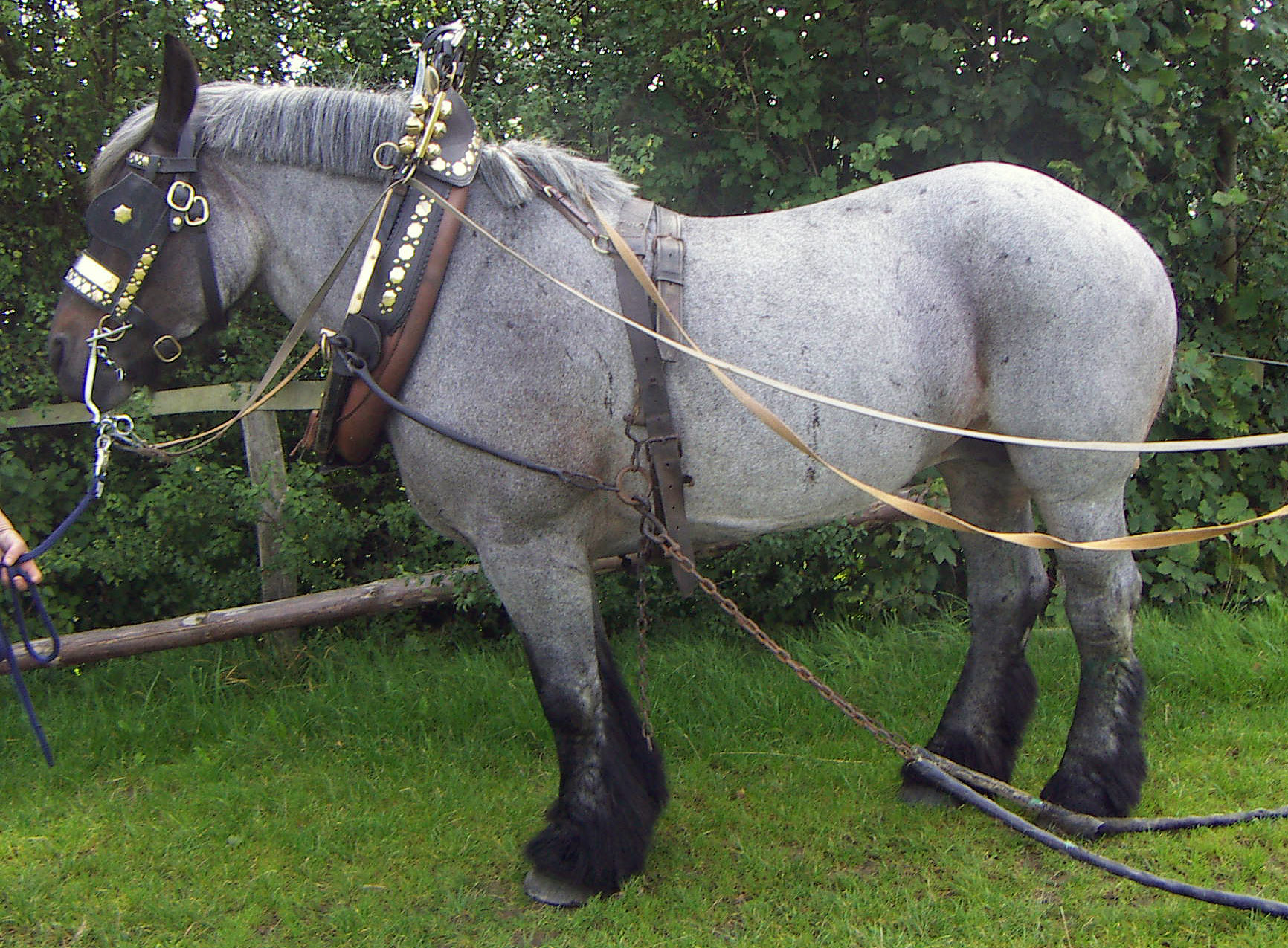
Rouan (bai rouan), classique et très fréquent
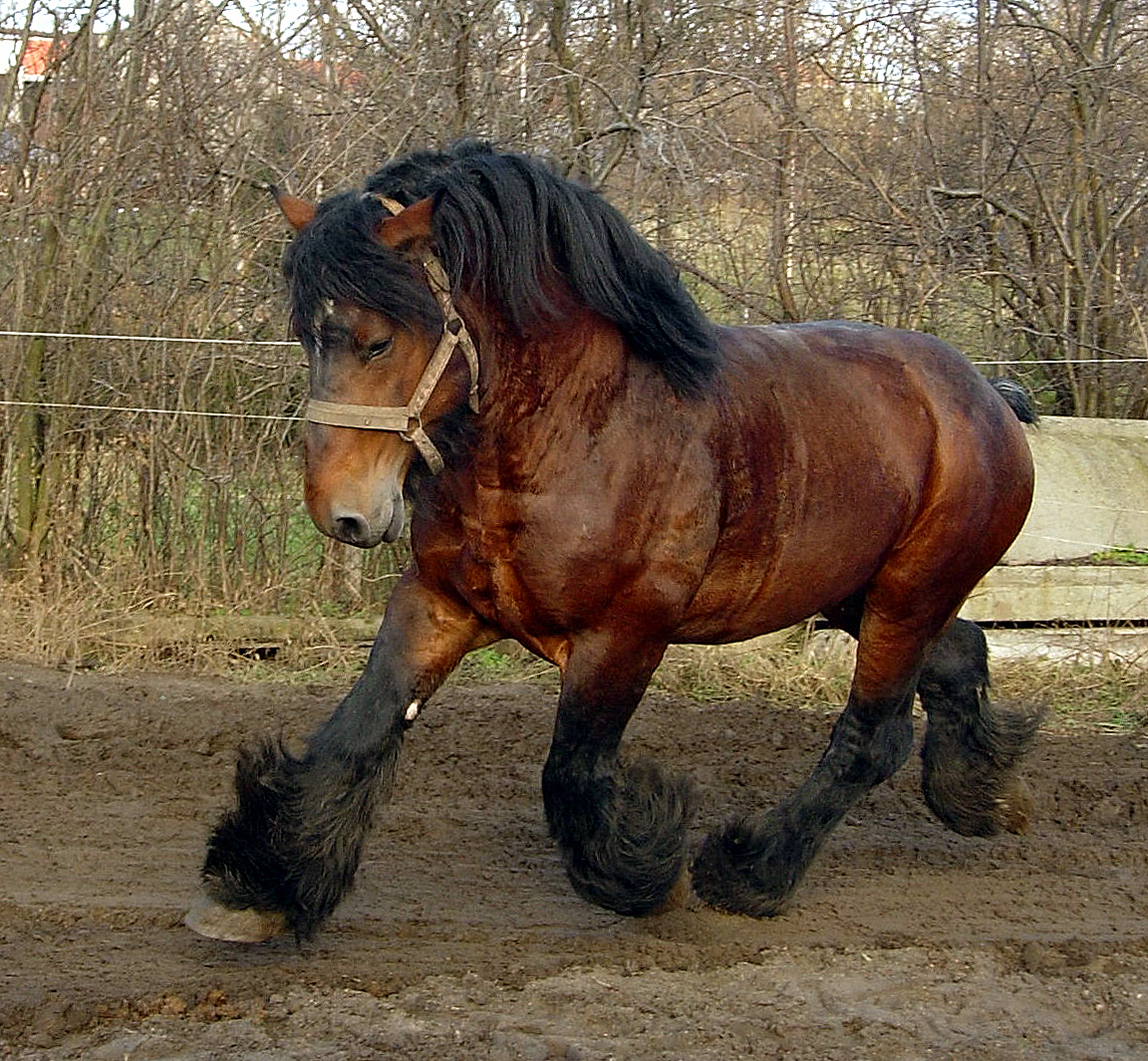
Bai, fréquent
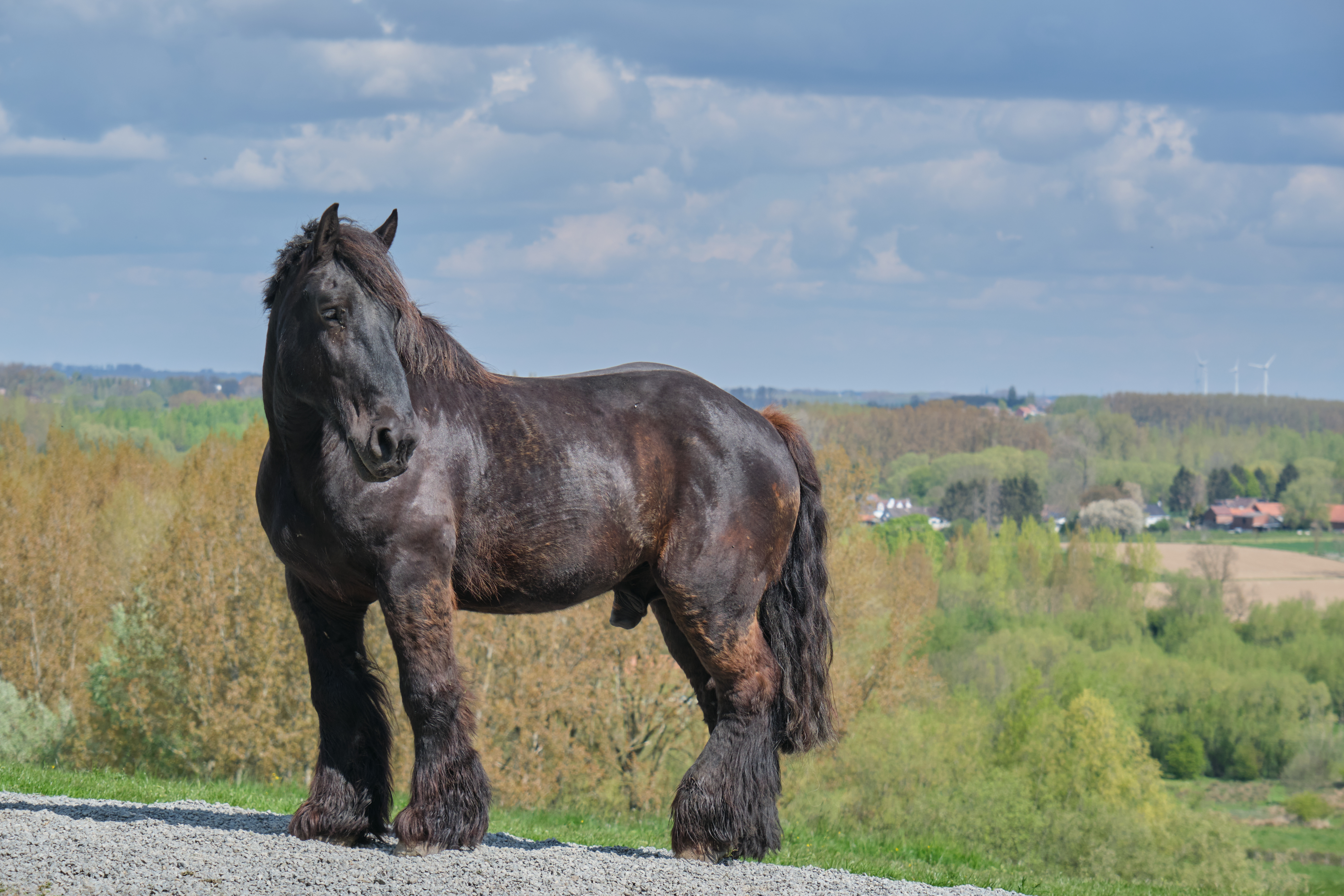
Noir, rare
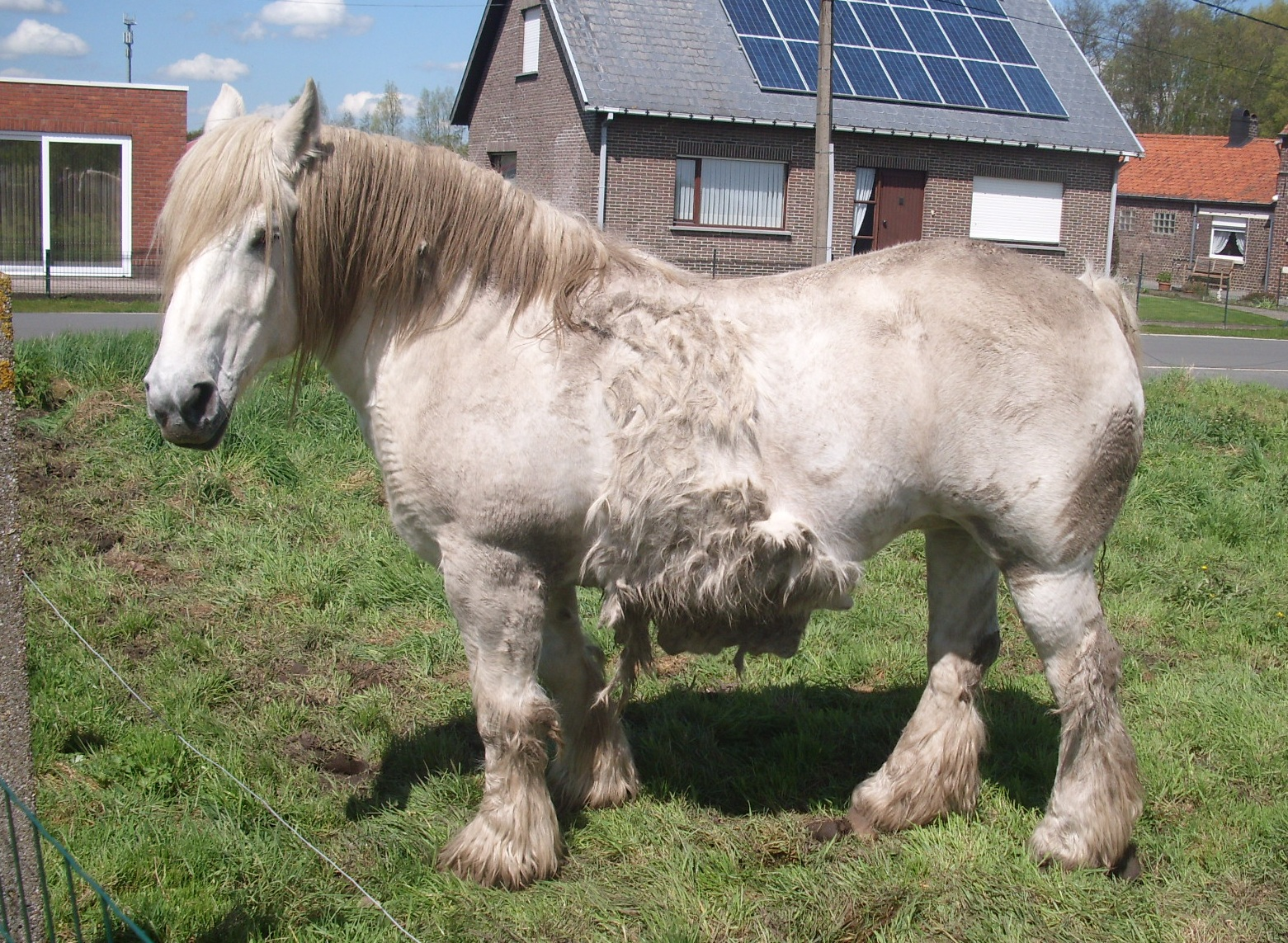
Gris, rare
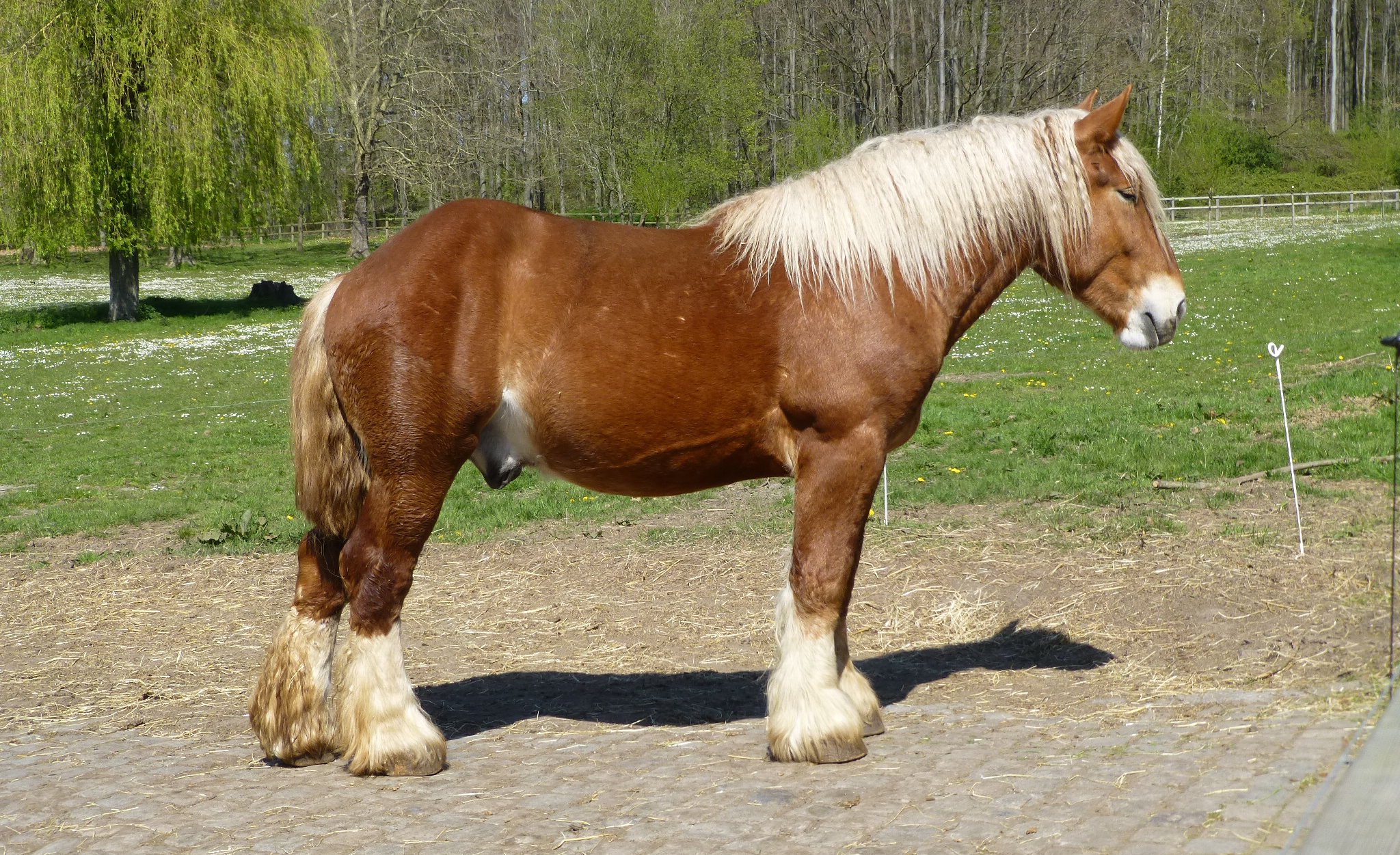
Alezan, très rare

La couleur des extrémités des membres est généralement noire,.
La couleur de robe influe sur le prix de vente des chevaux. Les rouans, très commun, se vendent moins cher. Les robes baies et bai-brun, plus rares, sont plus cotées.

### Tempérament et entretien

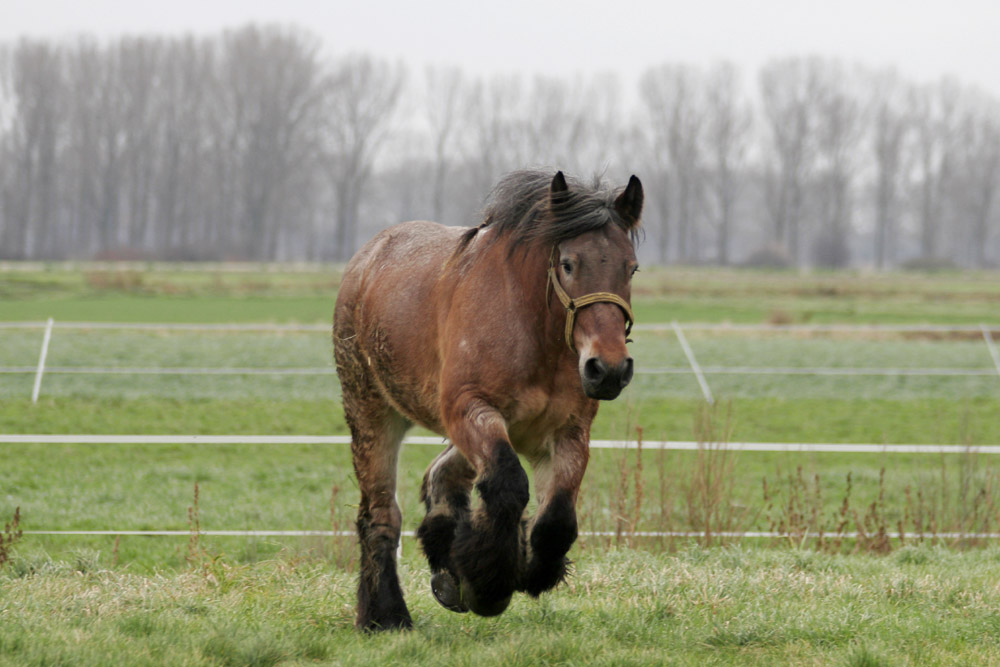
Trait belge au galop dans son pré.

C'est un animal coopératif, réputé pour son excellent caractère. Le type le plus lourd est docile et flegmatique. L'action est plutôt lente,, mais les allures sont de bonne qualité et déployées avec vigueur. Ces allures sont efficaces mais peu élégantes à observer.
La croissance et la maturité sont rapides chez cette race,,. Le poulain est considéré comme adulte à l'âge de 30 mois. La première reproduction arrive vers 36 mois. La gestation des juments dure 340  à   360 jours. Le premier poulinage survient à l'âge de 45 mois en moyenne. Le comportement maternel des juments envers leur poulain est similaire à celui des autres races de chevaux.
Le trait belge est considéré comme productif jusqu'à l'âge de 15 ans. Les juments peuvent connaître environ 15 lactations au cours de leur vie. La longévité est considérée comme bonne,, ; il existe des cas historiques de reproducteurs âgés de 20 ans et plus.
Le Trait belge est un gros mangeur ; il peut être nourri d'avoine, de luzerne, de féverolles, de foin et de trèfle. Ce cheval est par ailleurs rustique et peut vivre en extérieur toute l'année.

### Santé
Le Trait belge peut être touché par plusieurs maladies.
De façon anecdotique, le premier cas d'hydrocéphalie congénitale est documenté en 2019 chez cette race, et relié à une mutation faux-sens du gène B3GALNT2. Un cas d'hémangiosarcome doublé de carcinome épidermoïde survient chez un Trait belge de 12 ans en 2007.

#### Lymphœdème chronique progressif

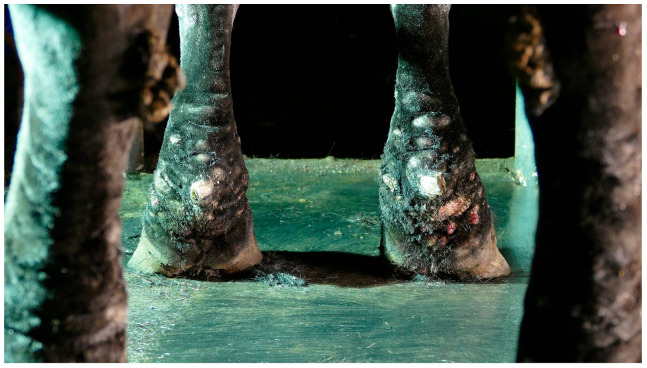
Membres d'un Trait belge souffrant de lymphœdème chronique progressif au stade des nodules.

Le lymphœdème chronique progressif (CPL) est signalé pour la première fois chez le trait belge dans les années 1900, puis étudié cliniquement en 2004. Il semble s'être généralisé chez la race avec les pratiques d'élevage sélectif.
En 2023, cette maladie reste incurable, et sa pathogenèse mal connue,. Ses signes cliniques incluent un gonflement progressif des parties distales des jambes, accompagné d'une desquamation, d'une fibrose dermique marquée et du développement de plis cutanés et de nodules,. Le stade final de la maladie se caractérise par une dilatation sévère des vaisseaux lymphatiques des membres. Les symptômes peuvent apparaître à tout âge mais typiquement, les premiers symptômes arrivent chez des chevaux de deux ans. Il s'agit de légers plis cutanés. Ces plis cutanés sont le principal signe clinique permettant d'identifier précocement le CPL chez le Trait belge. L'existence d'une dermatite du paturon et la mauvaise qualité de la corne du sabot sont elles aussi caractéristiques. La maladie cesse de progresser à l'âge de 16 à 20 ans. Il existe une association significative avec l'usage du cheval, les chevaux d'élevage ou de viande / lait ayant plus de lésions que ceux qui travaillent. Des infections bactériennes et parasitaires secondaires peuvent aggraver les lésions. Les infections fongiques les plus souvent observées sont la dermatophytose et l'onychomycose. L’infection parasitaire la plus fréquente est causée par Chorioptes bovis. Des insectes comme Lucilia sericata peuvent être attirés par la présence de tissus morts et d'infections. Le traitement par moxidectine est 100 % efficace chez cette race pour combattre l'infestation par C. bovis.
Un guide permettant le diagnostic et un score de sévérité est à disposition des propriétaires de Trait belge. La palpation est nécessaire pour évaluer le stade de progression de la maladie. Un diagnostic par biopsie est possible également, mais déconseillé en raison du risque de complications. Une bonne hygiène est ensuite nécessaire afin de prévenir les infections secondaires. Un drainage de la lymphe permet la réduction du volume des vaisseaux lymphatiques.

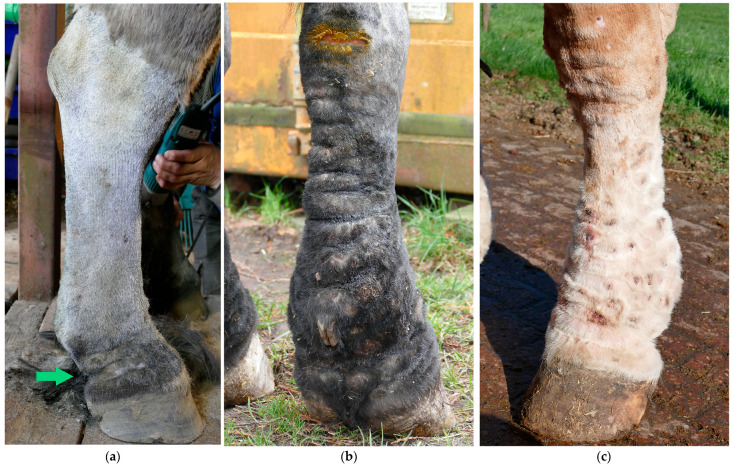
Stades d'évolution du CPL chez le Trait belge.
a : légers plis sur le paturon
b : Extension des plis et apparition de lésions au bas du membre
c : les lésions et les plis s'étendent à tout le membre.

La fréquence du CPL est extrêmement élevée chez la race, De Keyser et al. ayant calculé une prévalence de 85,86 % en 2014. Une composante génétique est suggérée du fait que d'autres races de chevaux ayant des ancêtres belges développent à leur tour un lymphœdème chronique progressif. Cependant, aucun test génétique n'est encore disponible pour cette maladie. Les tentatives de sélection sur la base du phénotype se sont révélées inefficaces à réduire la prévalence du CPL chez le trait belge. Le manque de diversité génétique du Trait belge complique les tentatives de réduction de la fréquence du CPL.

#### Myopathie à stockage de polysaccharides (PSSM)
D'après l'étude de Anna M. Firshman et ses collègues menée sur 103 poulains Trait belge de moins d'un an, 36 % sont affectés par la myopathie à stockage de polysaccharides (PSSM), sur la base de l'existence d'une résistance à l'amylase. L'équipe de J. D. Baird confirme que le Trait belge présente aussi une occurrence très élevée de la mutation de type 1 responsable de la myopathie à stockage de polysaccharides. Valentine et al. signalent des cas d'expression sévères de la maladie associée. La PSSM pourrait être attribuable à une synthèse excessive de glycogène plutôt qu'à une diminution de l'utilisation du glycogène ou à une augmentation de l'absorption du glucose dans les cellules musculaires.

#### Maladie du tremblement du cheval
Le Trait belge, plus particulièrement chez les mâles de grande taille, peut être affecté par une maladie neuromusculaire qui se traduit par des tremblements.
Firshman et ses collègues relèvent une prévalence de 18 % de poulains de race Trait belge affectés par la maladie du tremblement du cheval, 6 % des animaux souffrant à la fois de PSSM et de tremblements. Les signes cliniques de ces deux maladies sont assez similaires. 11 des 19 chevaux touchés dans cette cohorte présentent aussi des signes de faiblesse dans l'arrière-main.

#### Épidermolyse bulleuse jonctionnelle létale
L'épidermolyse bulleuse jonctionnelle létale est identifiée pour la première fois en 2003 chez le Trait belge américain. Le gène candidat pour la maladie est Lamc2 ; par ailleurs la proximité de l'épidermolyse bulleuse jonctionnelle du cheval de race Trait belge avec la forme sévère de Herlitz de l'épidermolyse bulleuse jonctionnelle chez l'humain ouvre la voie à des essais de thérapie génique.

### Sélection
La sélection de la race est assurée par la Société royale « Le Cheval de Trait Belge », qui gère la tenue du registre généalogique (stud-book). Les croisements avec d'autres races ne sont pas autorisés. Le cofondateur de la Société royale de la race Hynderick de Theulegoet soutient dès l'origine l'organisation de concours permettant aux différents éleveurs de comparer leurs chevaux entre eux et d'imiter ceux qui rencontrent le succès,.
Les trois quarts des Trait belges actuels descendent d'Albion d'Hor.

## Utilisations
Le Trait belge est essentiellement un cheval de traction lourde,, réputé pour être l'un des chevaux de trait les plus puissants qui soient,. Il est adapté à la traction lourde lente et aux travaux agricoles,, qui ont formé sa principale utilisation historique avant la motorisation de ces activités,. S'il reste utilisé pour tracter des filets de pêche, il est devenu très rare d'en croiser au travail dans les campagnes belges. L'éleveur et meneur Jos Decoopman cite en exemple des usages historique du Trait belge les animaux de 1,75 m pour 1 200 kg qui déplaçaient des charges extrêmement lourdes dans le port d'Anvers avant la motorisation.

Utilisations du Trait belge à la traction lourde
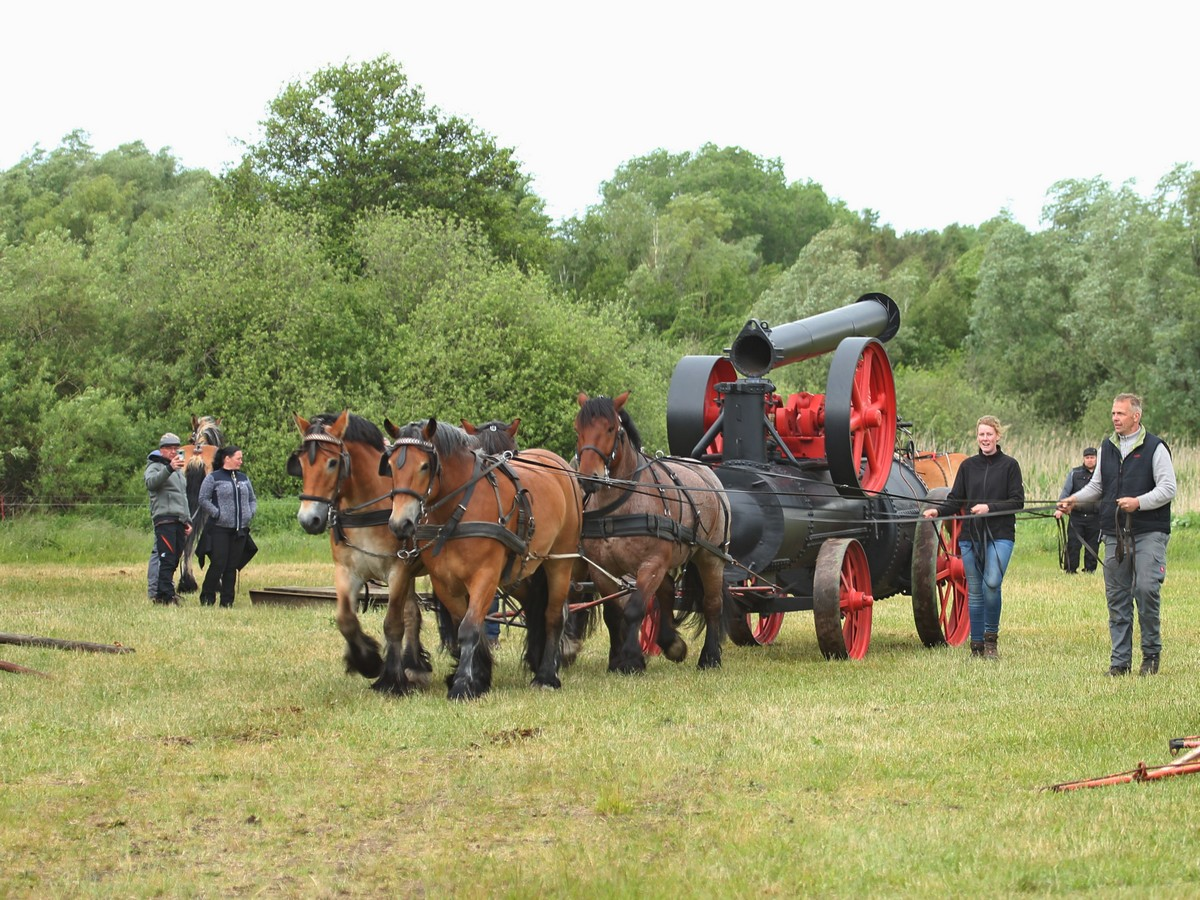
Traction d'une machine agricole au musée Agroneum.
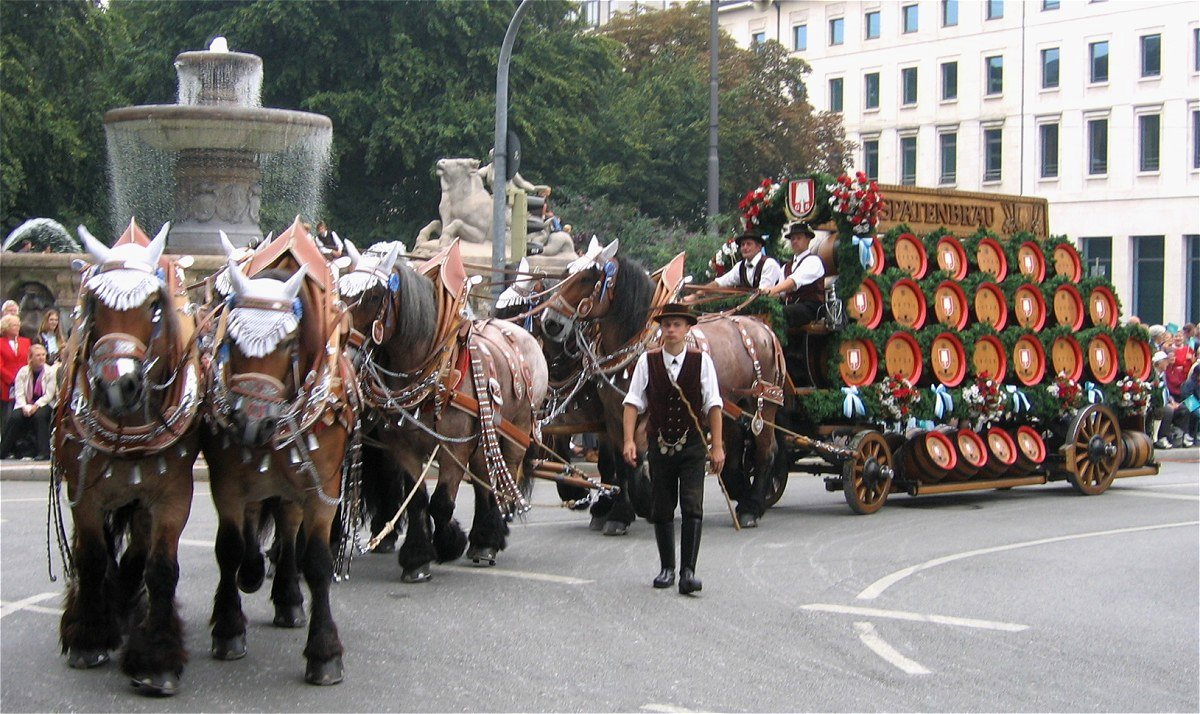
Attelage de brasserie à la parade d'ouverture de l'Oktoberfest de 2006
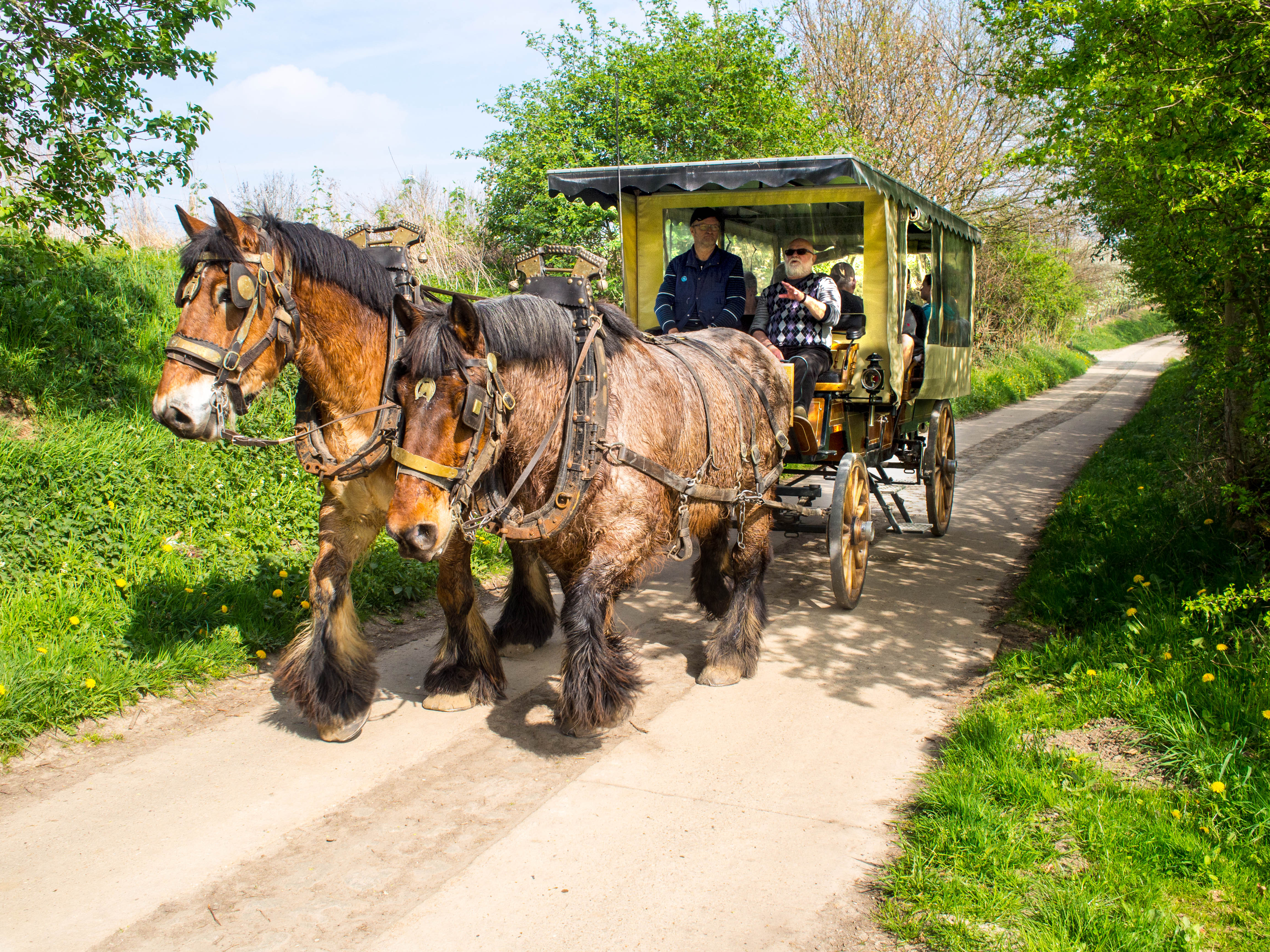
Traits belges attelés à un véhicule de transport des personnes, en Belgique.
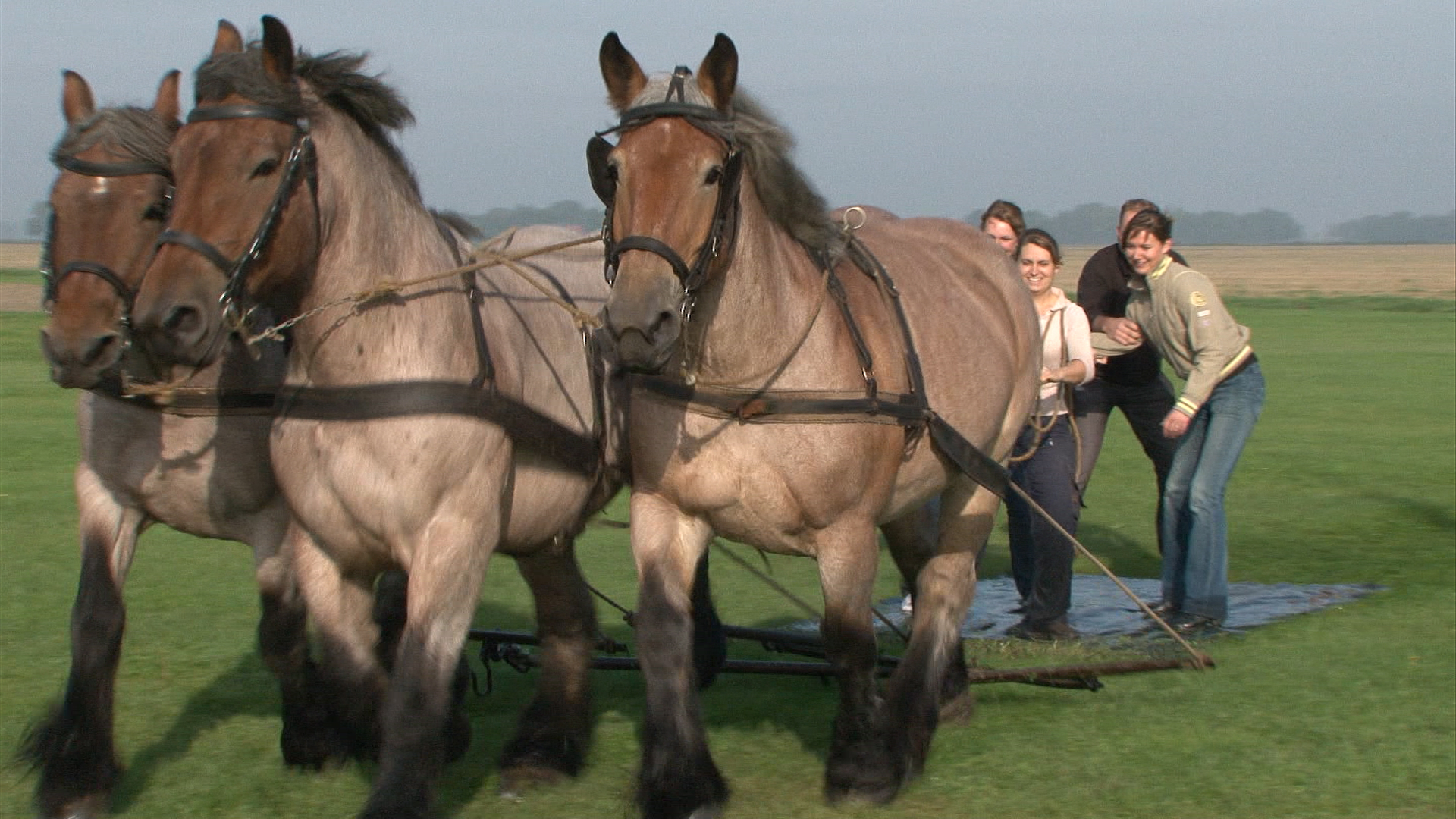
Reconstitution de traction agricole

Diverses initiatives visent à réintroduire ce cheval au travail dans les villes, par exemple pour l'arrosage des espaces verts et pendant les ducasses. En 2019, le ministre wallon de la Ruralité René Collin met des dotations publiques à disposition pour promouvoir l'usage de ce cheval dans les communes rurales et semi-rurales de Wallonie. En 2021, l'usage du cheval de trait en Belgique, notamment celui du Trait belge, est dénoncé par l'association antispéciste Dieranimal, qui a un siège en région de Bruxelles-Capitale et qui conteste toute activité de traction hippomobile.

### Viande
Ce cheval peut être élevé pour sa viande, qui constitue son premier débouché commercial en Belgique. Le poids de la carcasse à l'abattage est de 675 kg en moyenne. Un marché à l'exportation vers le Japon s'est ouvert en 2018. La Belgique est par ailleurs l'un des principaux pays importateurs de viande de cheval dans le monde en 2015.

### Débardage

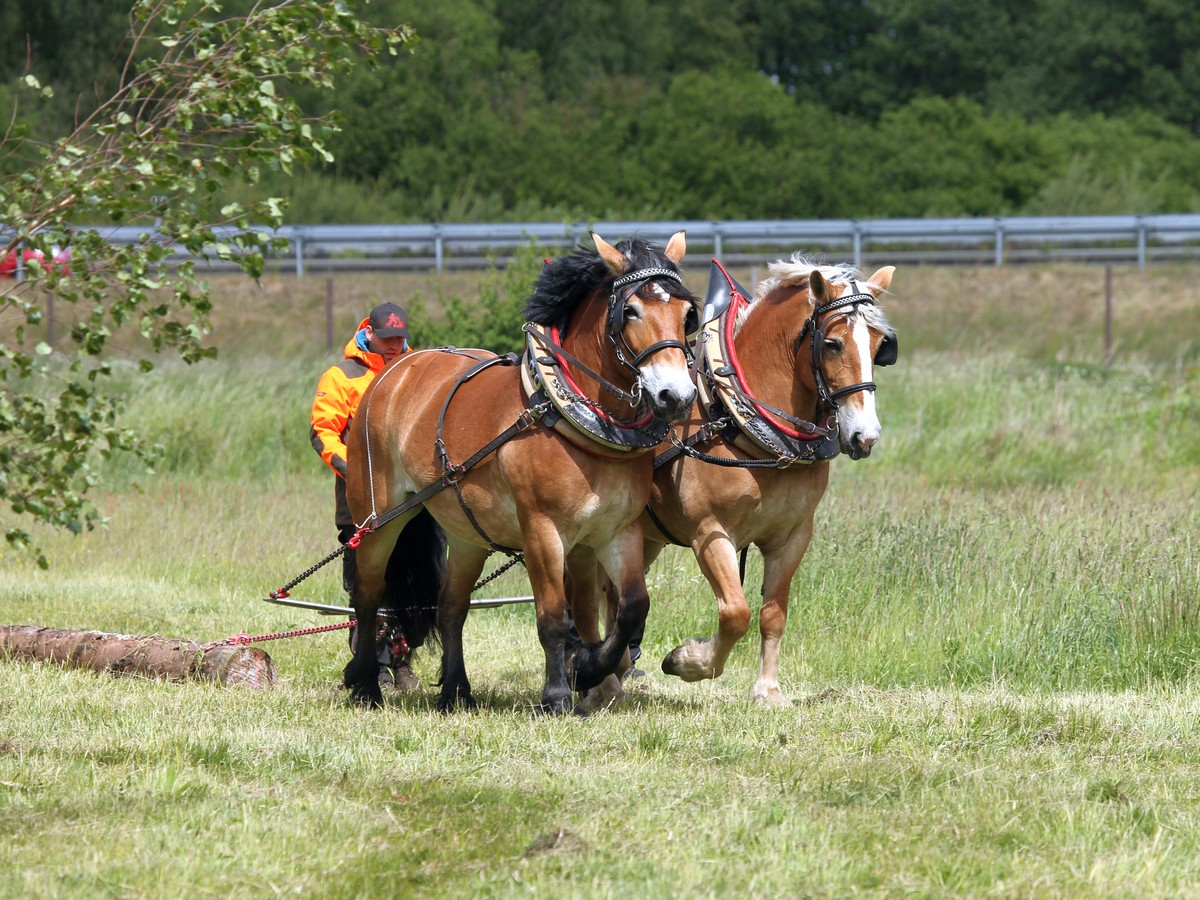
Débardage avec une paire de Trait belge au musée Agroneum.

De nos jours, le Trait belge peut être employé au débardage du bois en forêt ; cependant Mavré souligne un manque de volonté politique en soutien à l'usage du cheval dans les forêts belges afin de répondre aux enjeux environnementaux, au contraire de ce qui s'observe dans les pays scandinaves, où le débardage au cheval est beaucoup plus employé. D'après l'enquête de l'ethnologue Bernadette Lizet publiée en 1996, les débardeurs belges recherchent des chevaux capables d'être mis au travail immédiatement, et donnent leur préférence à des animaux de grand format. Elle évalue leur nombre à 170 dans toute la Belgique cette même année. L'usage de cette race au débardage est mis en valeur dans un article de presse de 1999.
En 2023, la profession de débardeur a quasiment disparu de Belgique, pour différentes raisons, dont le manque de soutien politique.
Le concours de traction de débardeurs à la Foire agricole de Libramont, très populaire, est réservé aux chevaux ardennais durant ses premières années ; il est ouvert au Trait belge par la suite. Cette race s'y distingue par sa grande puissance de traction. L'épreuve de débardage comporte un guidage à la voix.

### Loisirs et selle
Son caractère calme en fait un bon cheval de loisir. Le Trait belge est parvenu à s'adapter à diverses activités de loisir et de compétition. Il fait un excellent cheval d'attelage familial grâce à son tempérament. Bien que le dressage ne soit pas sa vocation première, il arrive de voir des Trait belges montés en carrousel.
Il est aussi représenté sur la Route du poisson.

Utilisations du Trait belge hors traction lourde
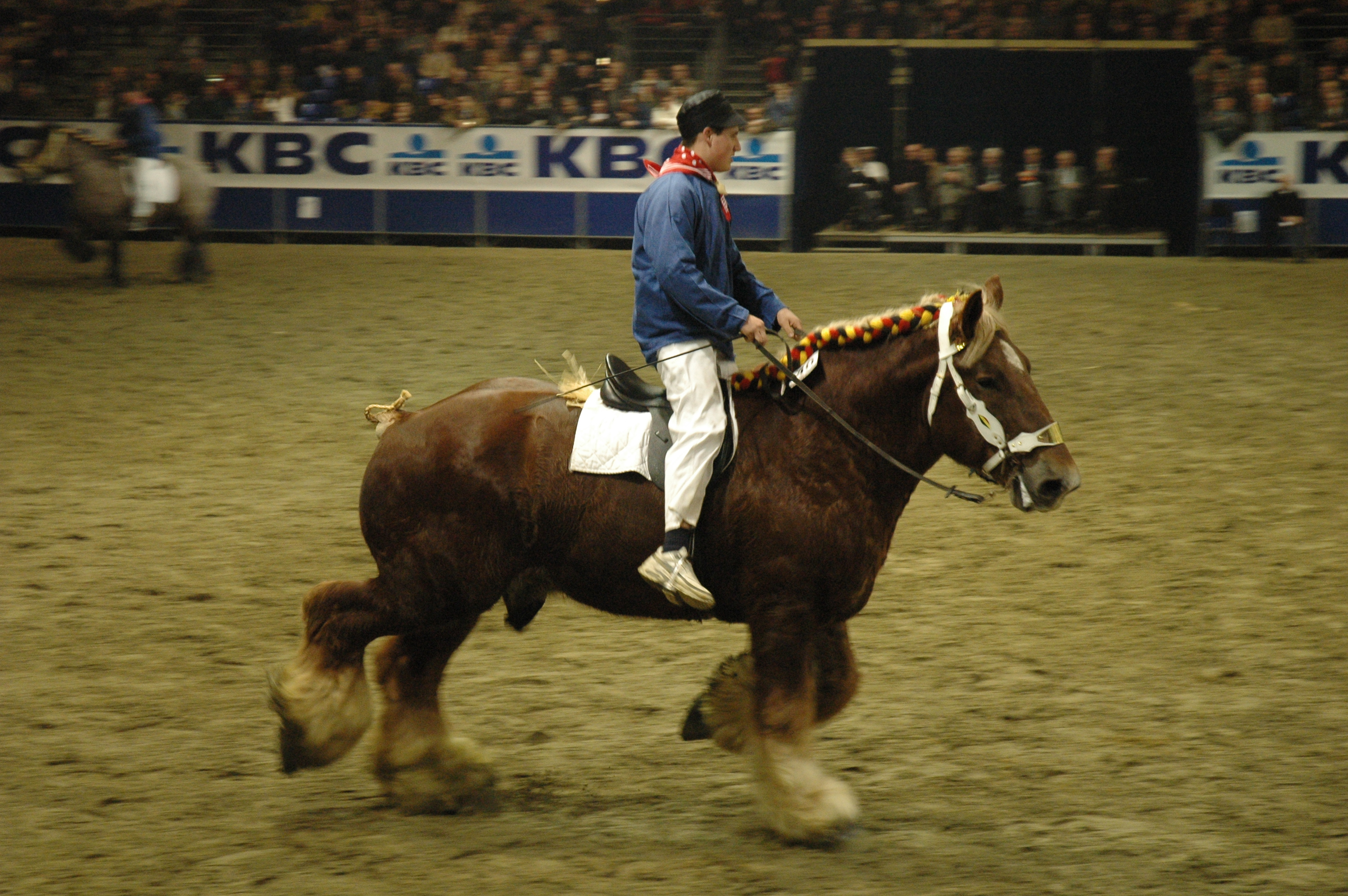
Trait belge monté au salon Agriflanders de 2005
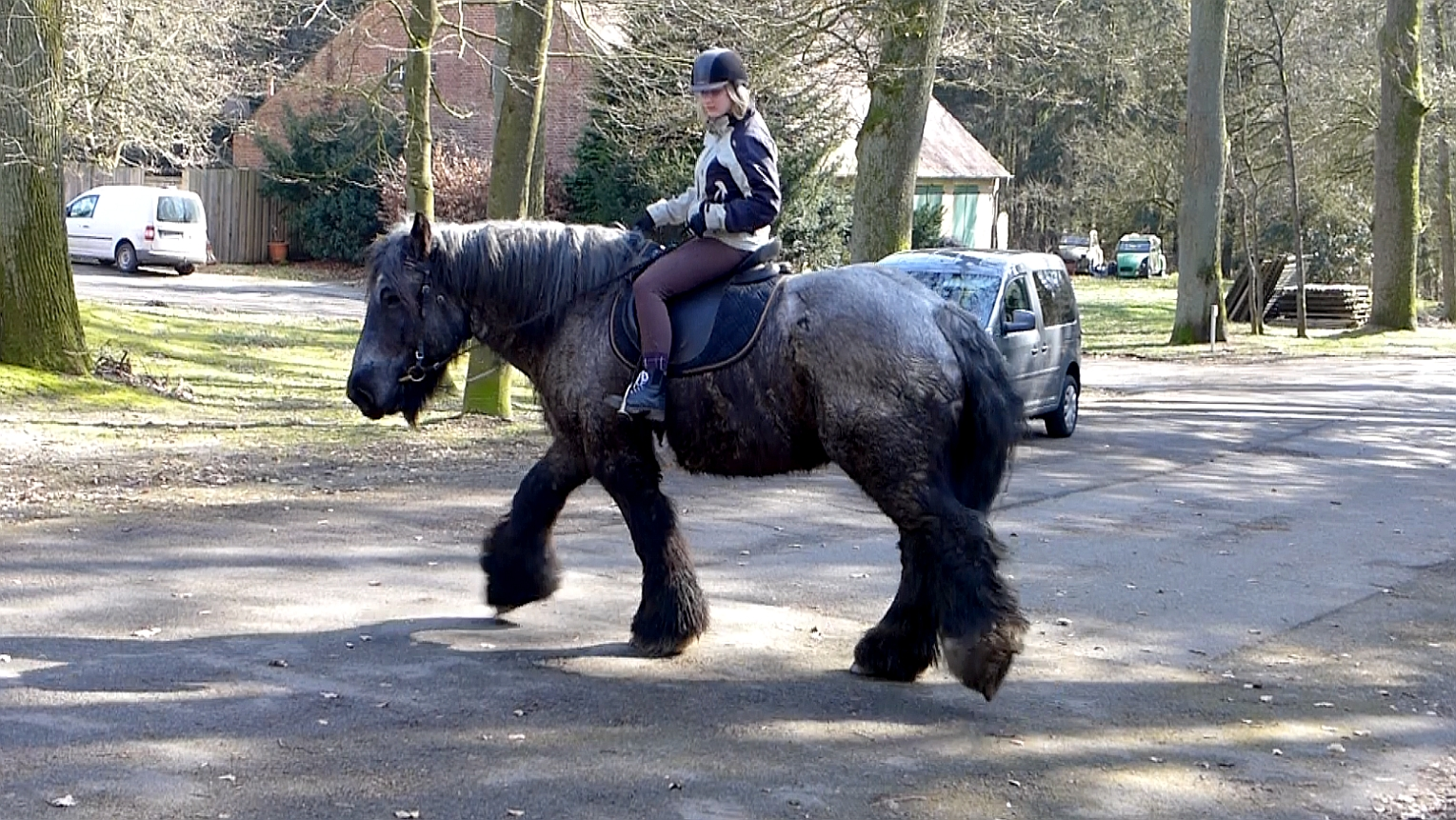
Randonnée de loisir avec un Trait belge, lande de Lunebourg.
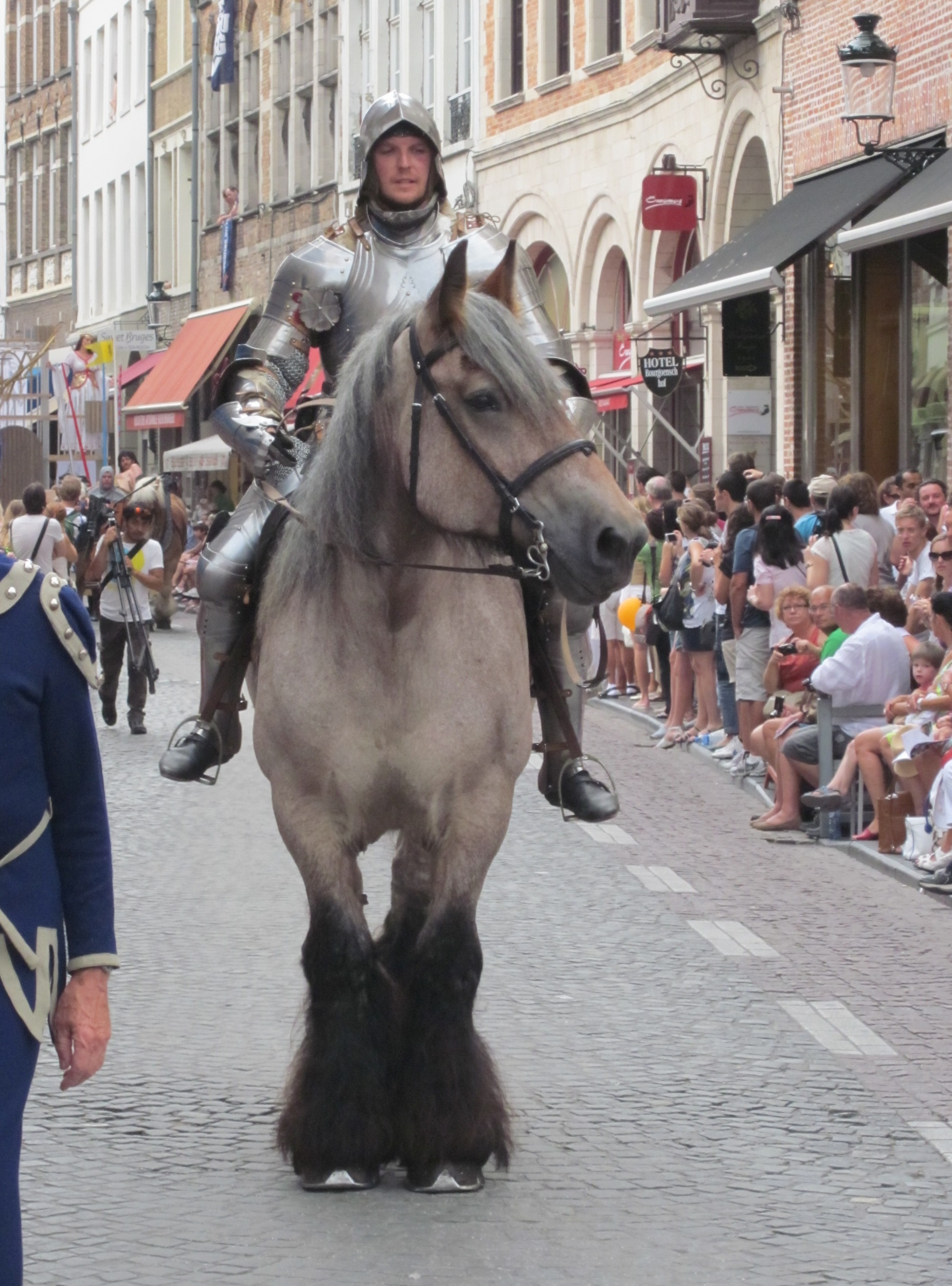
Trait belge monté dans le cortège de l'Arbre d'Or, à Bruges

### Croisements et influence sur d'autres races

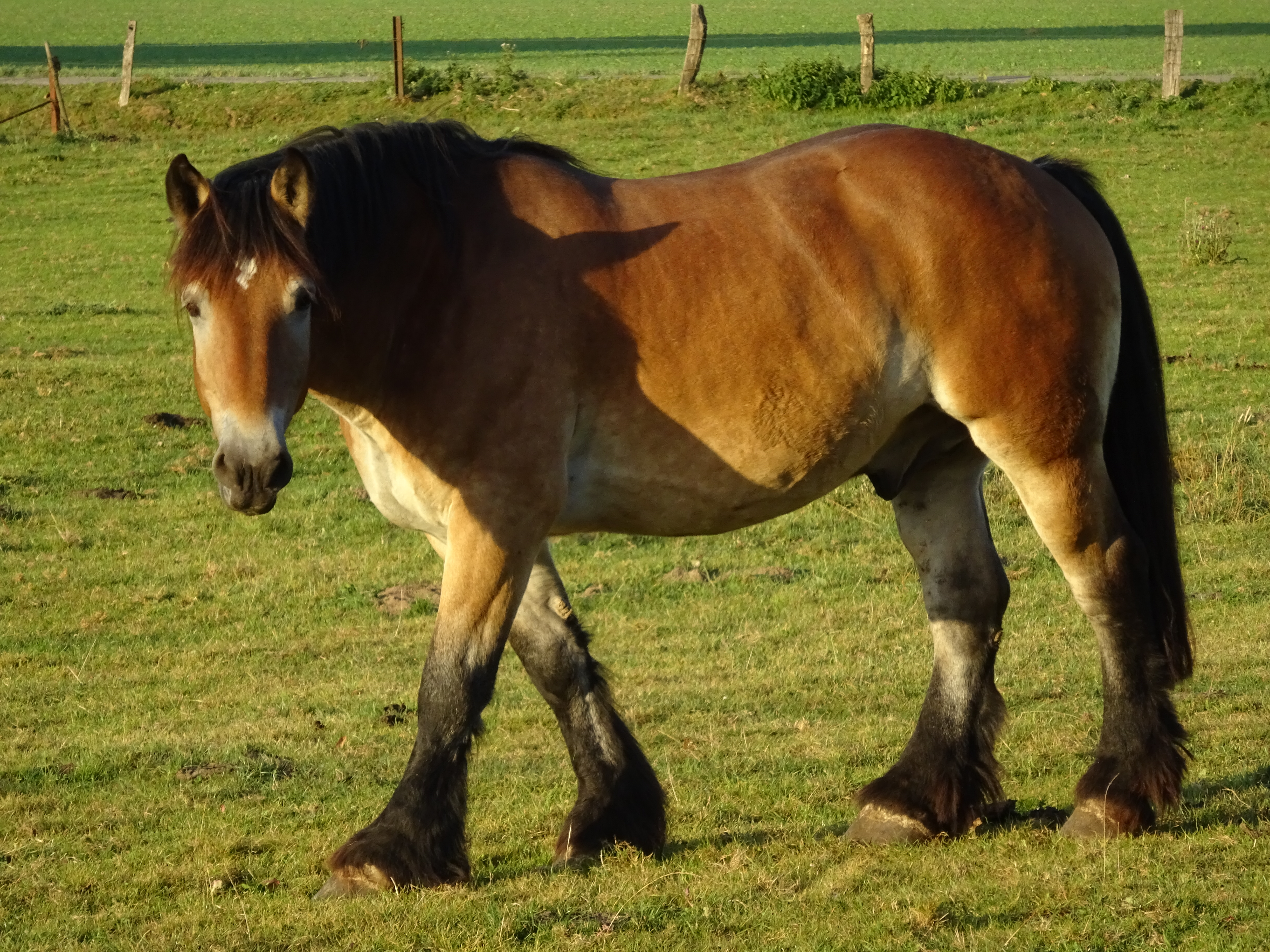
Un trait de Rhénanie, race allemande chez laquelle l'influence du Trait belge est évidente.

Le trait belge a fortement influencé de nombreuses autres races de chevaux de trait,,, notamment en vue d'adoucir leur tempérament. Le Trait du Nord,, le Trait de Rhénanie, le Shire, le Clydesdale, le Suffolk Punch, le Trait irlandais, le Poitevin mulassier et le Posavina de Slavonie en sont partiellement issus. Le Tchéco-morave belge reçoit l'influence du Trait belge au XIXe siècle. L'Ardennais est croisé au Trait belge dans les années 1880.
Le cheval de Łowicz, un type du Trait polonais, provient de croisements entre la souche locale, l'Ardennais et le Trait belge, menés entre 1936 et 1956.
Le Trait belge est utilisé initialement en croisement pour donner le Trait italien. Plus récemment, il a influencé le Trait australien. Il fait partie des races constitutives permettant de donner le cheval de ban'ei japonais.

## Diffusion de l'élevage

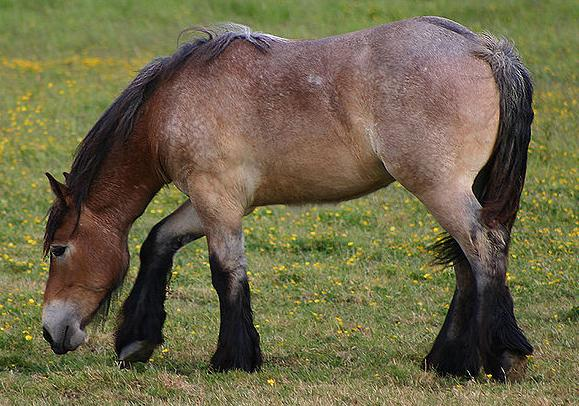
Trait belge de robe rouan pangaré dans une pâture au Danemark.

Le trait belge est signalé comme race à diffusion internationale sur DAD-IS ; Hendricks cite cette race comme « commune » en incluant toutes ses sous-populations (y compris la population américaine qui a divergé de la souche d'origine). Il s'est en effet répandu dans toute l'Europe, ainsi qu'aux États-Unis. Il est considéré comme n'étant pas menacé d'extinction sur DAD-IS (février 2024). Toutes sous-populations confondues, il naît environ 1 000 poulains belges chaque année (en 2016). Le stud-book du Trait belge (sans compter les chevaux américains) comptait 7 405 têtes en 2021.

### En Belgique
Le berceau de race se trouve dans le Nord et dans le centre de la Belgique, dans les régions du Brabant et des Flandres. En 2013, la population recensée en Belgique se situe entre 1 774  et   2 811 individus. Le grand concours de la race a lieu chaque année à Bruxelles et rassemble environ un millier de chevaux.

### Aux États-Unis

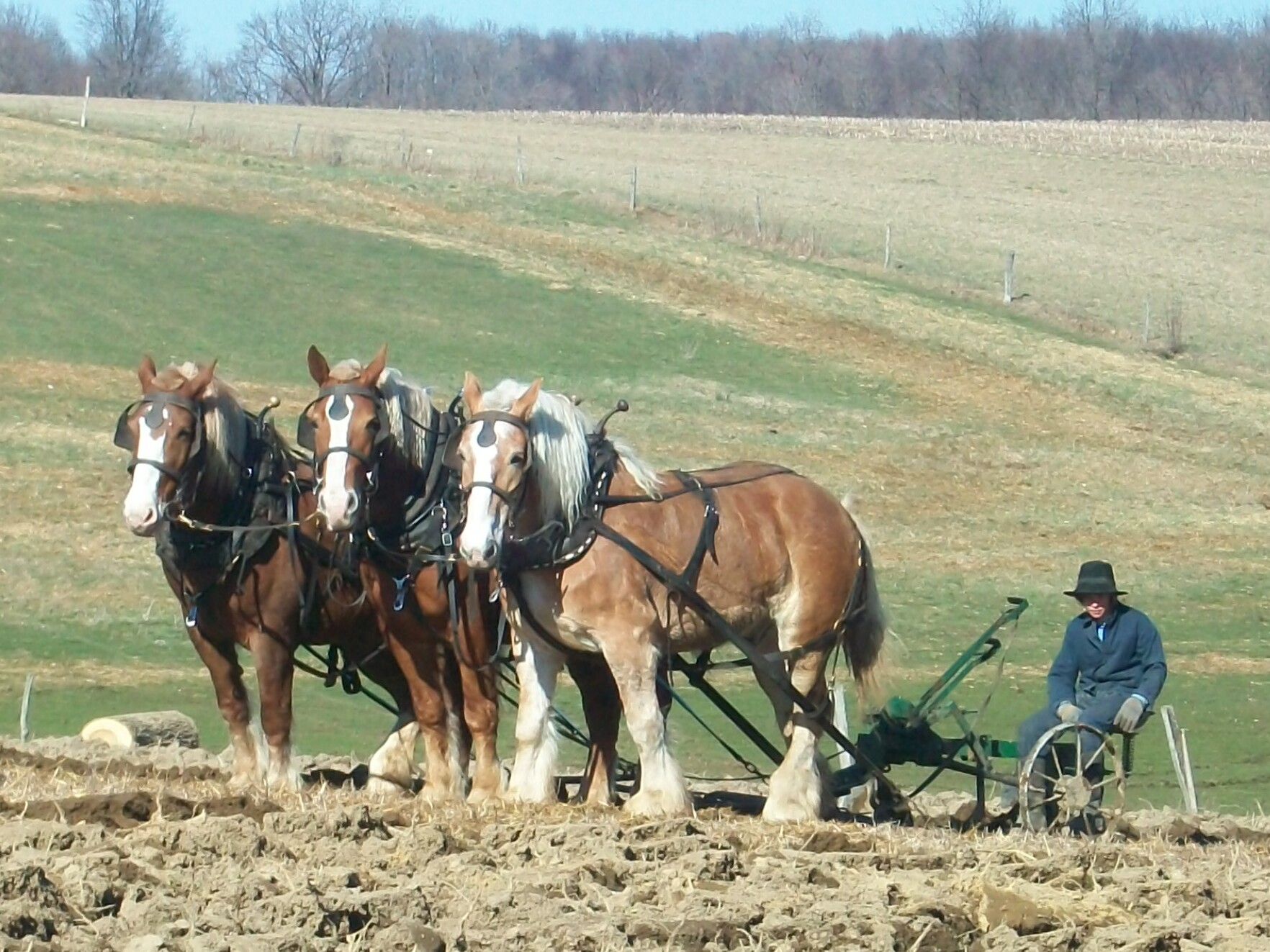
Attelage de trois Trait belge dans une communauté Amish.

Le trait belge a été exporté vers les États-Unis, où sont élevés depuis des chevaux de haute stature. Les importations sont restées relativement faibles jusqu'au début du XXe siècle. En 1903, une exposition d'officiels belges à la foire de Saint-Louis entraîne une augmentation importante des exportations ainsi qu'un intérêt pour ce cheval dans tous les États-Unis jusqu'à la Première Guerre mondiale, les importations reprenant ensuite durant l'entre-deux-guerres.
Cet élevage américain s'est depuis répandu.

## Dans la culture
Ce cheval est considéré comme un patrimoine national belge, expliquant le soutien de l'État à son élevage. Il « symbolise la fierté nationale et l'identité régionale, plus particulièrement dans la province du Brabant flamand et la région de Geraardsbergen ».
Le Trait belge suscite un immense engouement populaire en Belgique durant le premier tiers du XXe siècle. La foule qui se déplace pour assister au championnat annuel de la race est aussi nombreuse que celle qui assiste à la fête nationale belge. Des trains sont spécialement affrétés dans toutes les régions de Belgique afin de permettre le déplacement de la population jusqu'à cette manifestation. Selon le journaliste Pierre Wolfs, le roi des Belges assiste à ce championnat annuel, de même que toute la famille royale belge. Durant l'édition de 1912, le roi Albert Ier déclare que le Trait belge est l'ancêtre de tous les chevaux de trait du monde et qu'il s'agit de la meilleure et de la plus répandue de toutes les races de chevaux de trait.
Mavré explique l'engouement populaire pour les manifestations culturelles autour du Trait belge par la présence continue de ce cheval dans les fermes des villages. La ferveur populaire qui accompagne le championnat national belge le distingue nettement de son équivalent français, le Concours central hippique de Paris, qui est essentiellement tourné vers les affaires. Ce championnat reste vu en 2023 comme un « patrimoine bien vivant ».
La ville de Vollezele compte un musée du Trait belge, qui organise chaque année une « journée du cheval » ; en 2015, un prix sous la forme d'une réplique en or de l'étalon Brillant, d'une valeur de 1 000 €, a été offert.

Manifestations culturelles autour du Trait belge
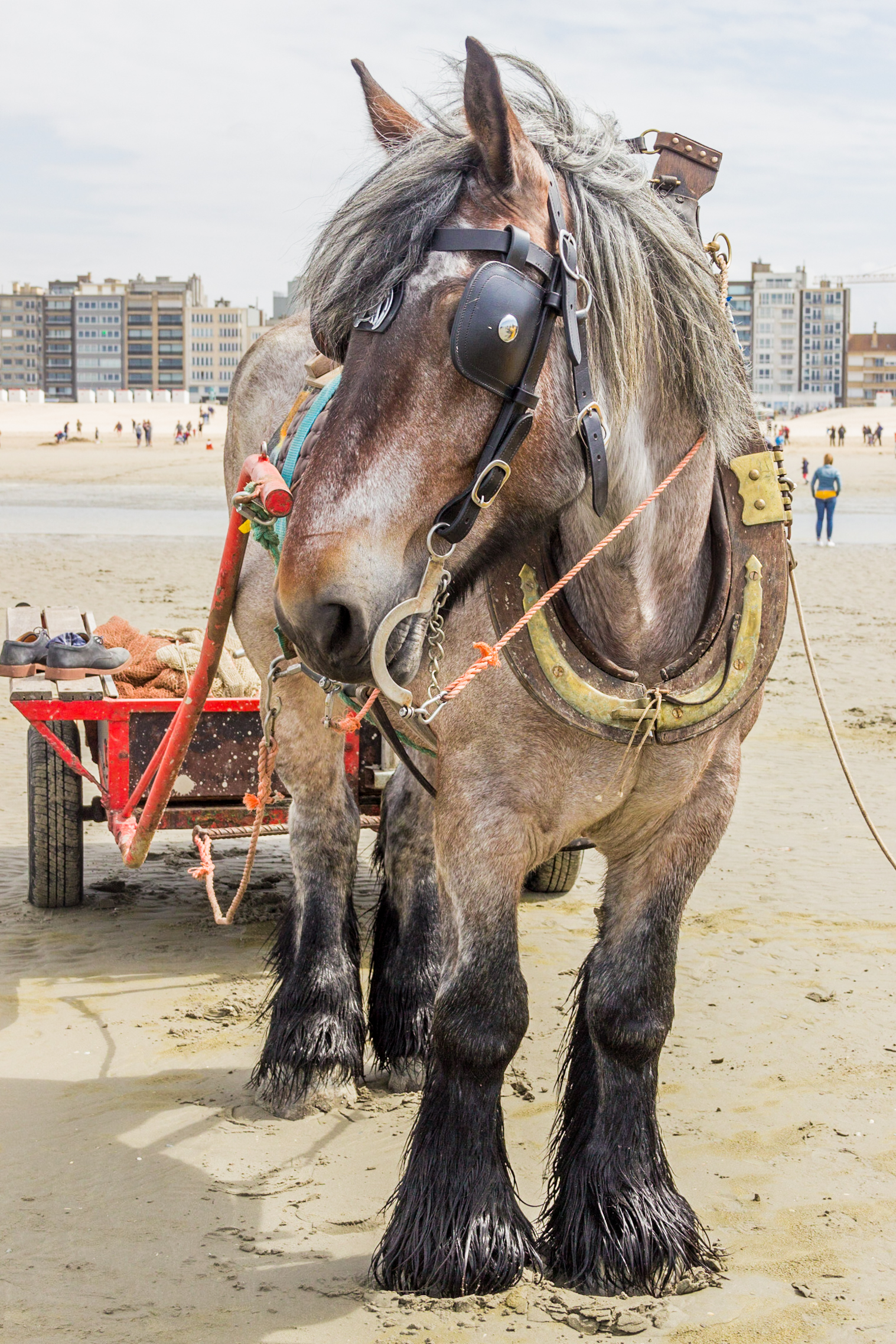
Pêche aux crevettes à cheval à Oostduinkerke.
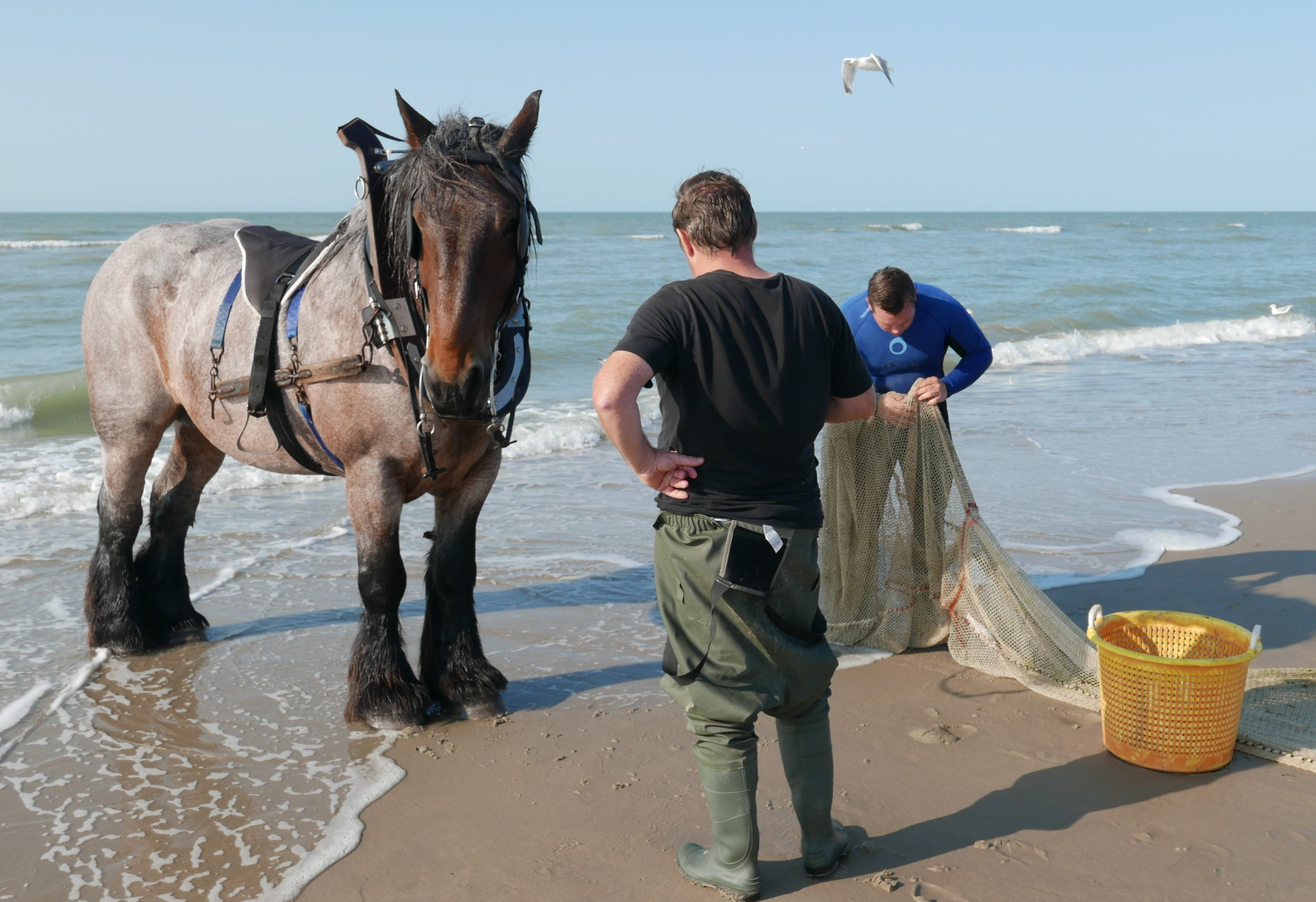
Pêche au crabe à cheval à Bredene.
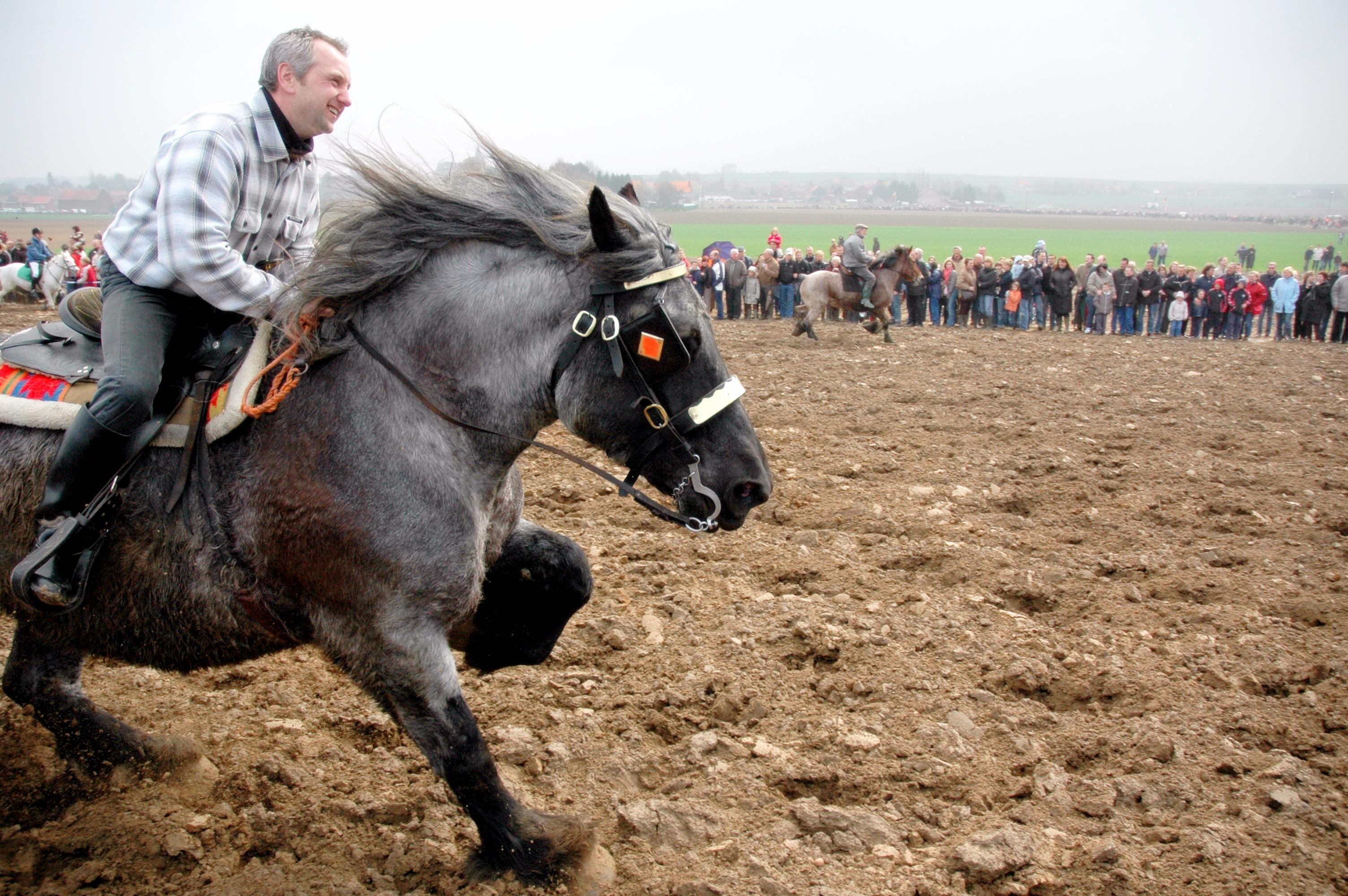
Course montée dans un champ labouré de Hakendover avec un Trait belge.
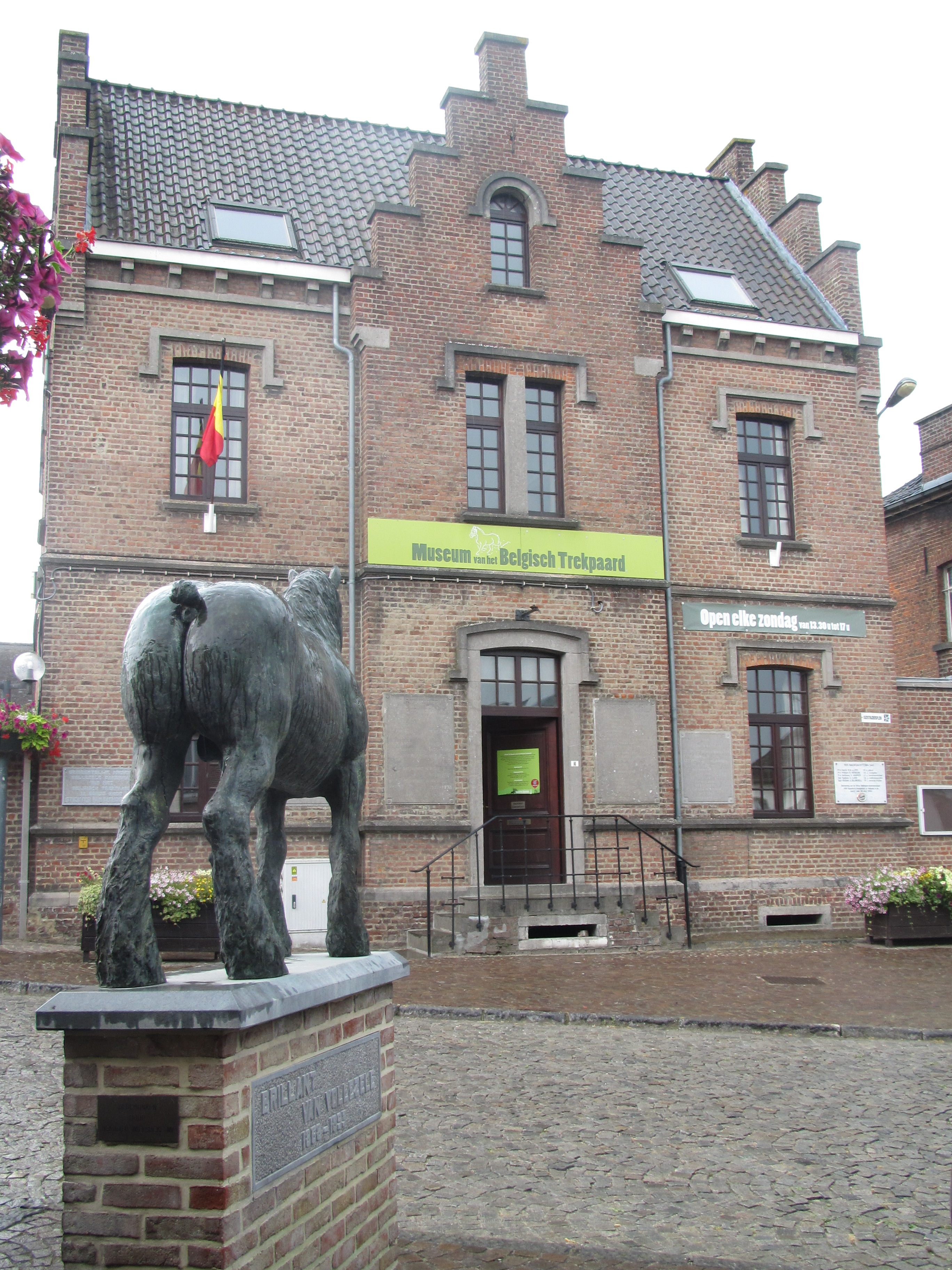
Musée du Trait belge à Vollezele.

Le peintre helvético-belge Edwin Ganz s'est spécialisé dans les représentations de cette race de chevaux à partir de 1918, son travail permettant d'illustrer les nombreux types de la race dans la région du Brabant.
La pêche aux crevettes à cheval à Oostduinkerke est reconnue comme patrimoine culturel immatériel par l'Unesco depuis 2013 ; elle se pratique très majoritairement avec un Trait belge.
Jos Decoopman relève un chauvinisme chez des Français qui, voyant des Trait belges en Belgique, les qualifient de « Percherons » à la manière qu'ils qualifient tout réfrigérateur de « Frigidaire ». Il note aussi que des éleveurs français dénigrent souvent le cheval belge, en le décrivant comme mou et lymphatique, ce qu'il attribue au fait que les meilleurs chevaux belges étaient vendus à prix élevé aux Américains.